# Salviasläktet
Salviasläktet (Salvia) är ett släkte i familjen kransblommiga växter, vilket omfattar närmare tusen arter örter, halvbuskar och buskar, hemmahörande i tempererade och varma klimatzoner. 

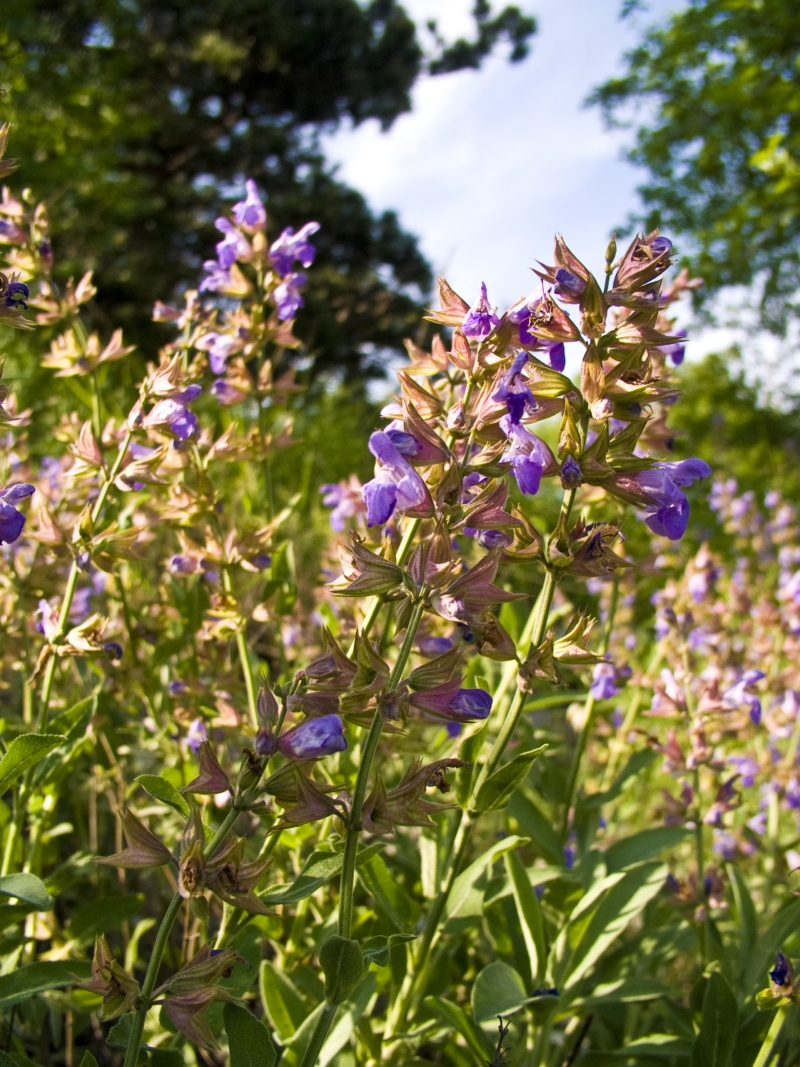
Kryddsalvia
Salvia officinalis

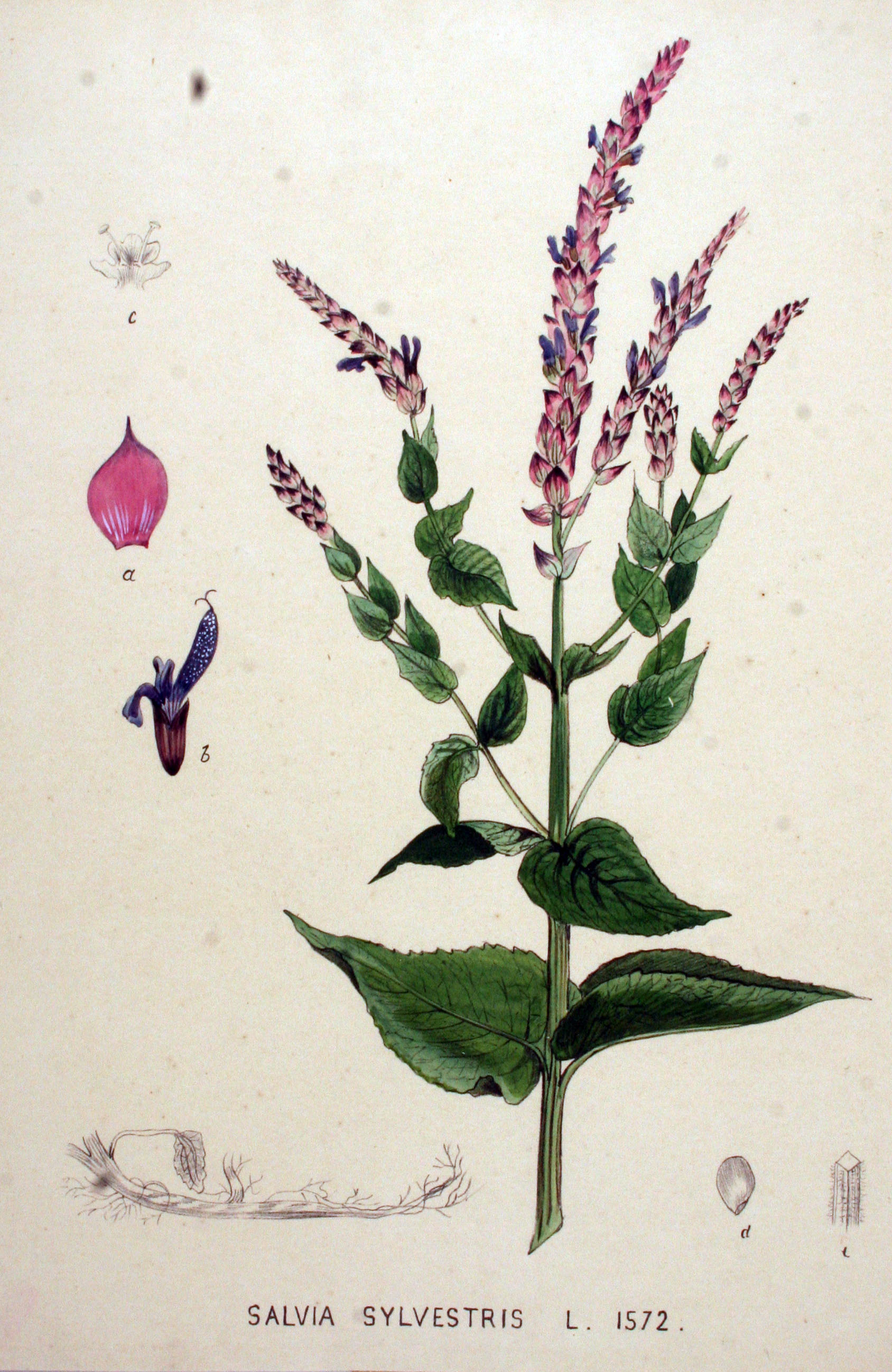
Stäppsalvia
Salvia nemorosa

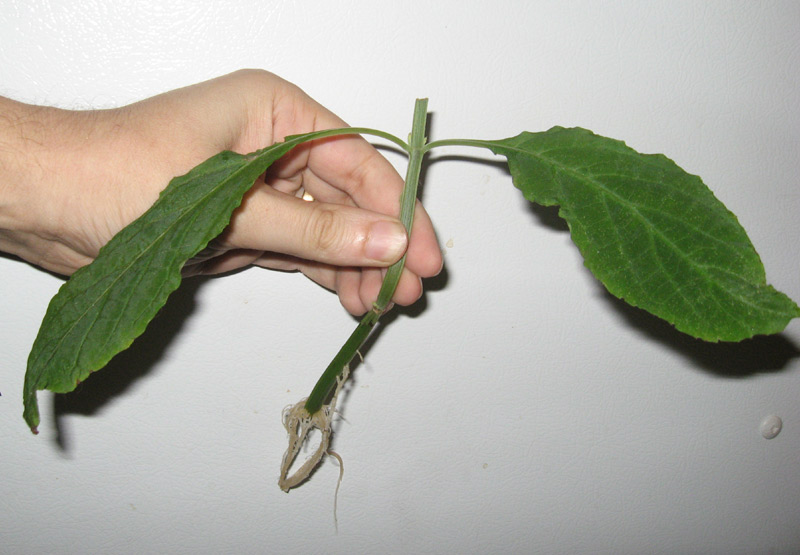
Profetsalvia
Salvia divinorum

I Sverige odlas både ett- och fleråriga arter av salvia, de ettåriga främst som prydnadsväxter. Några kända arter är kryddsalvia, Salvia officinalis (i matrecept vanligen kallad enbart Salvia) och prydnadsväxten stäppsalvia, Salvia nemorosa (synonym Salvia sylvestris).
Profetsalvia (Salvia divinorum) är en relativt sent beskriven art från Mexikos bergstrakter, vilken har blad med psykoaktiva effekter.

## Etymologi
Släktnamnet Salvia är avlett av latin salvare, som betyder rädda, frälsa etc, och syftar på krydd- eller läkesalvians urgamla användning och goda rykte som medicinalväxt.

## Bilder

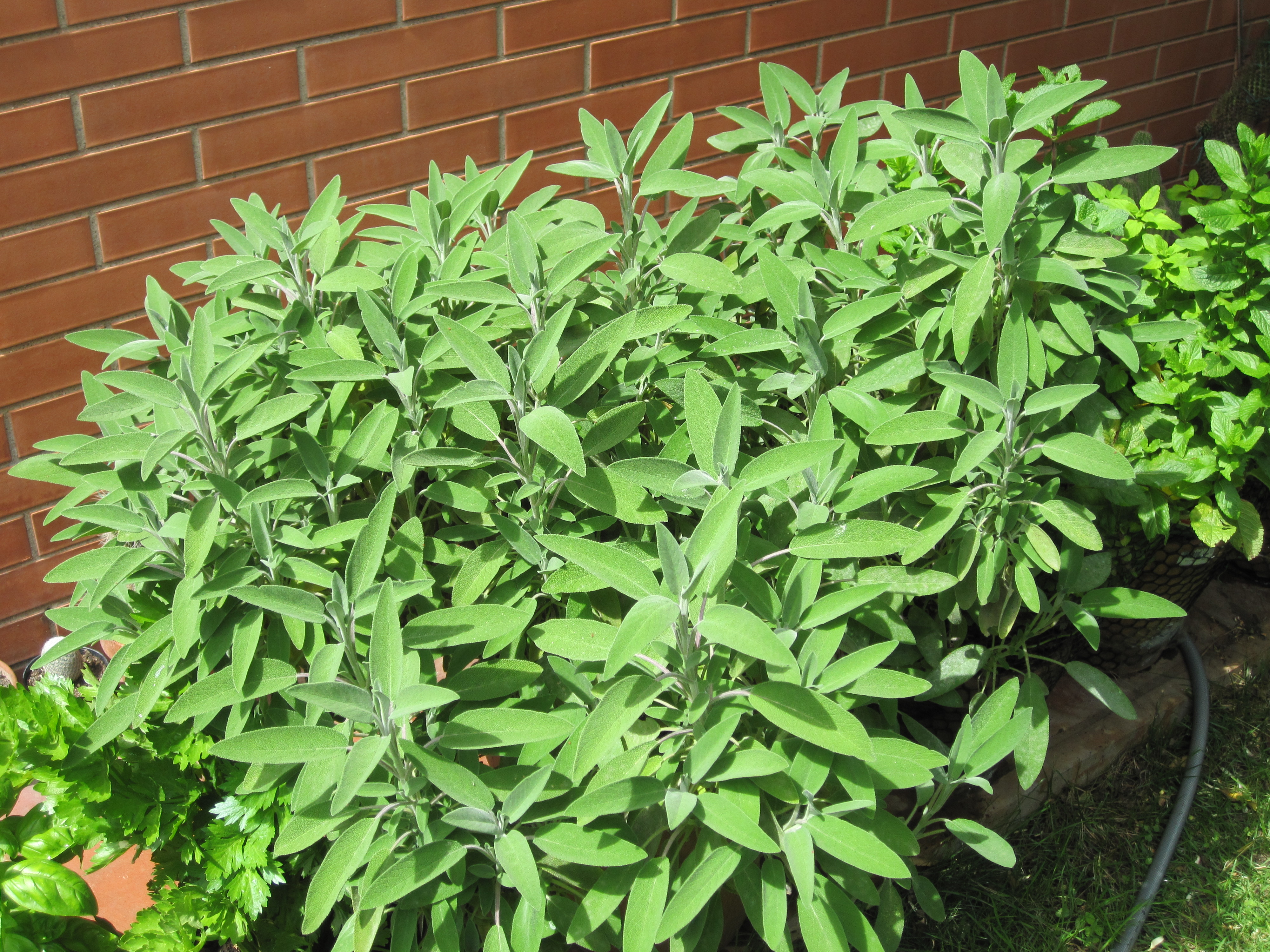
Salvia officinalis
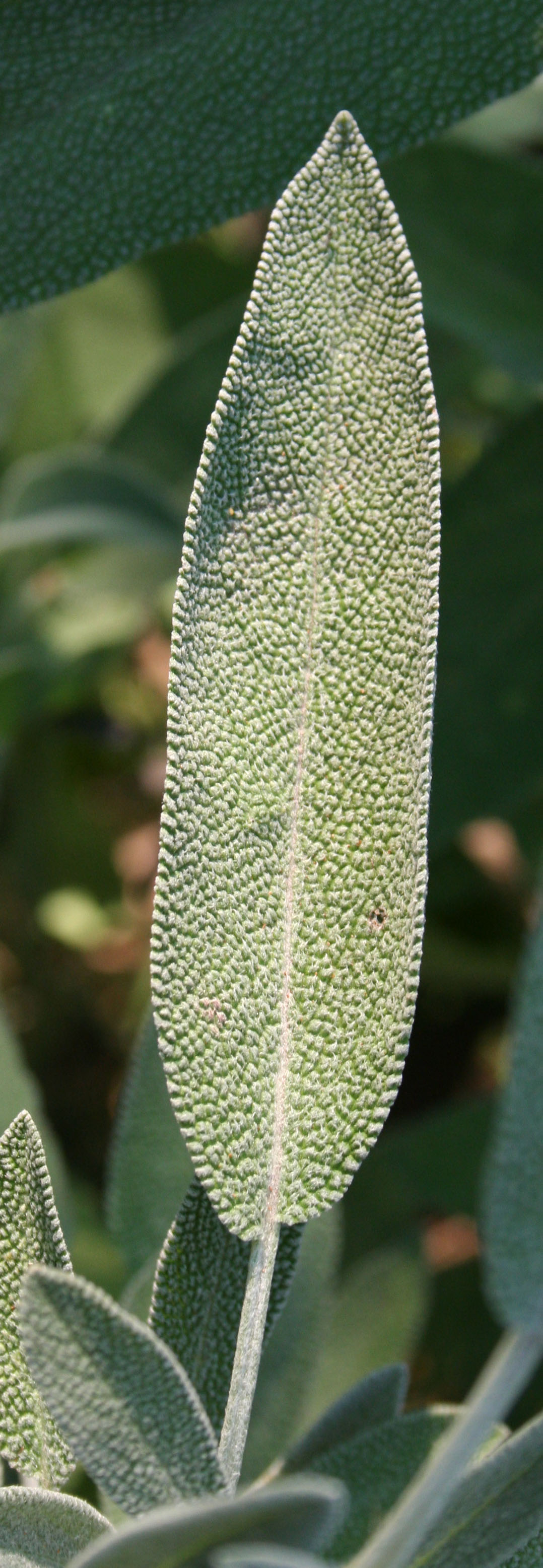
"Salvia"
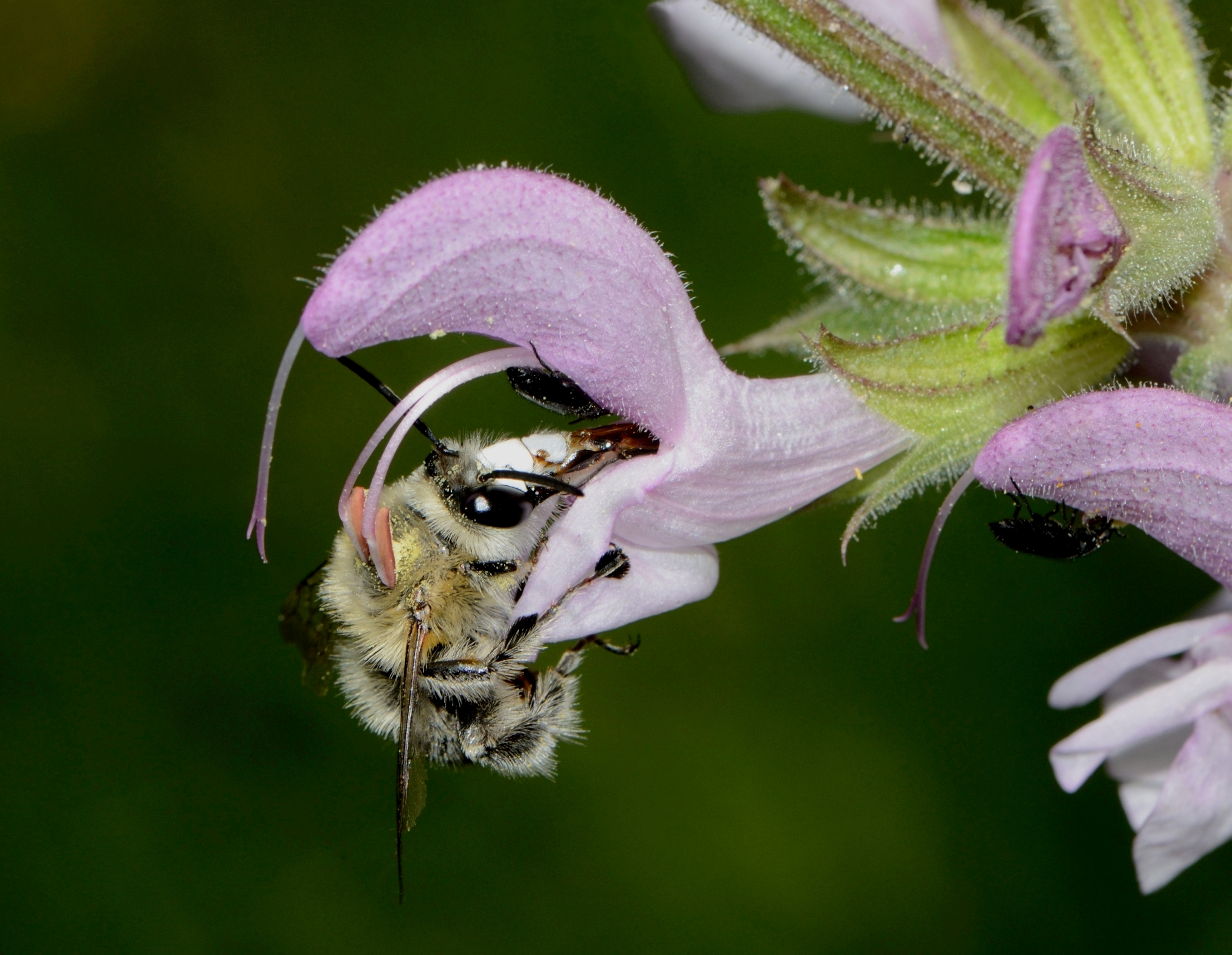
Salvia hierosolymitana Symbios: Biet Anthophora dufourii Lepeletier hämtar nektar från blomman. Samtidigt böjer sig de från början raka ståndarna ner mot biets rygg för att stryka av pollen.
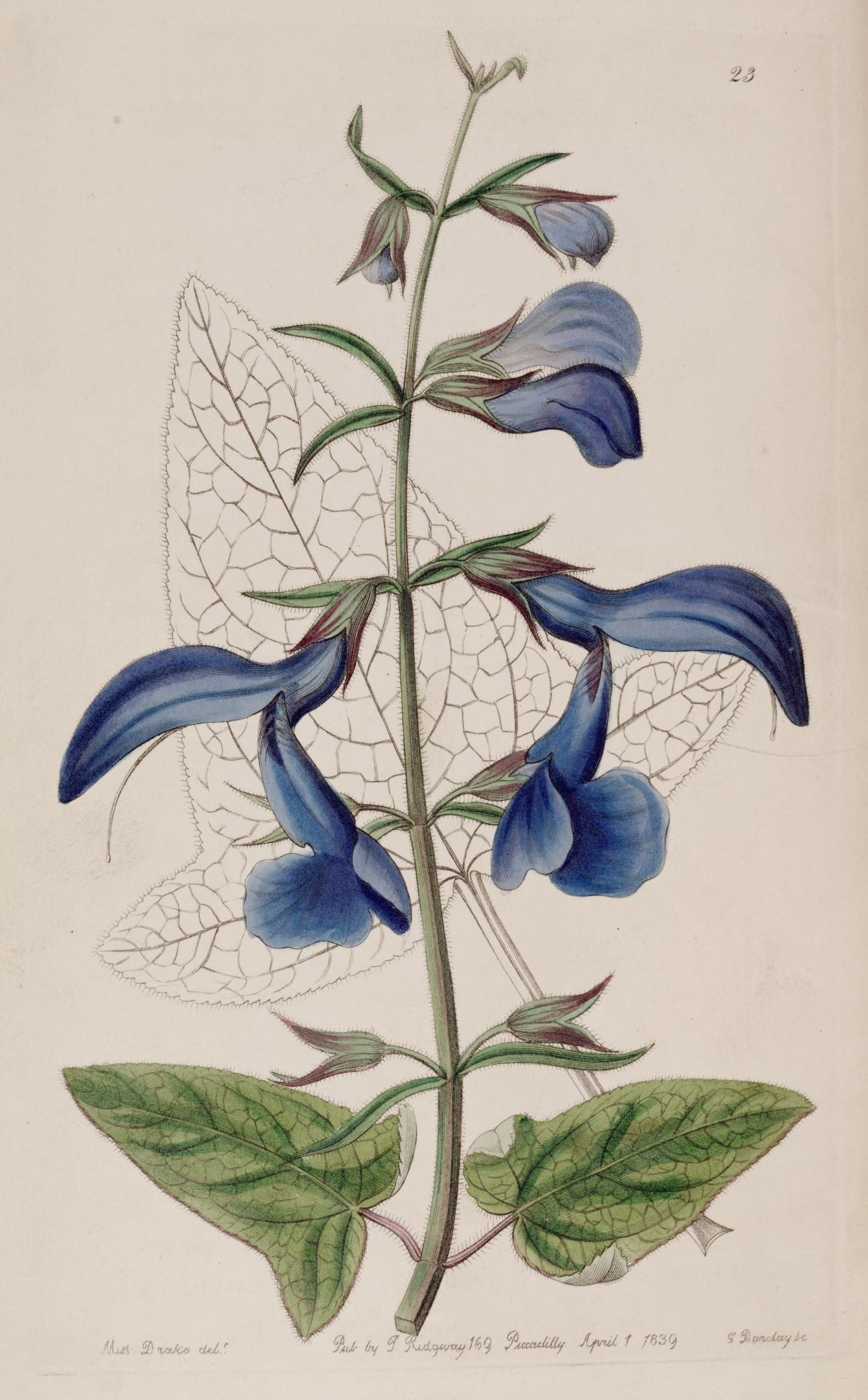
Blåsalvia Salvia patens
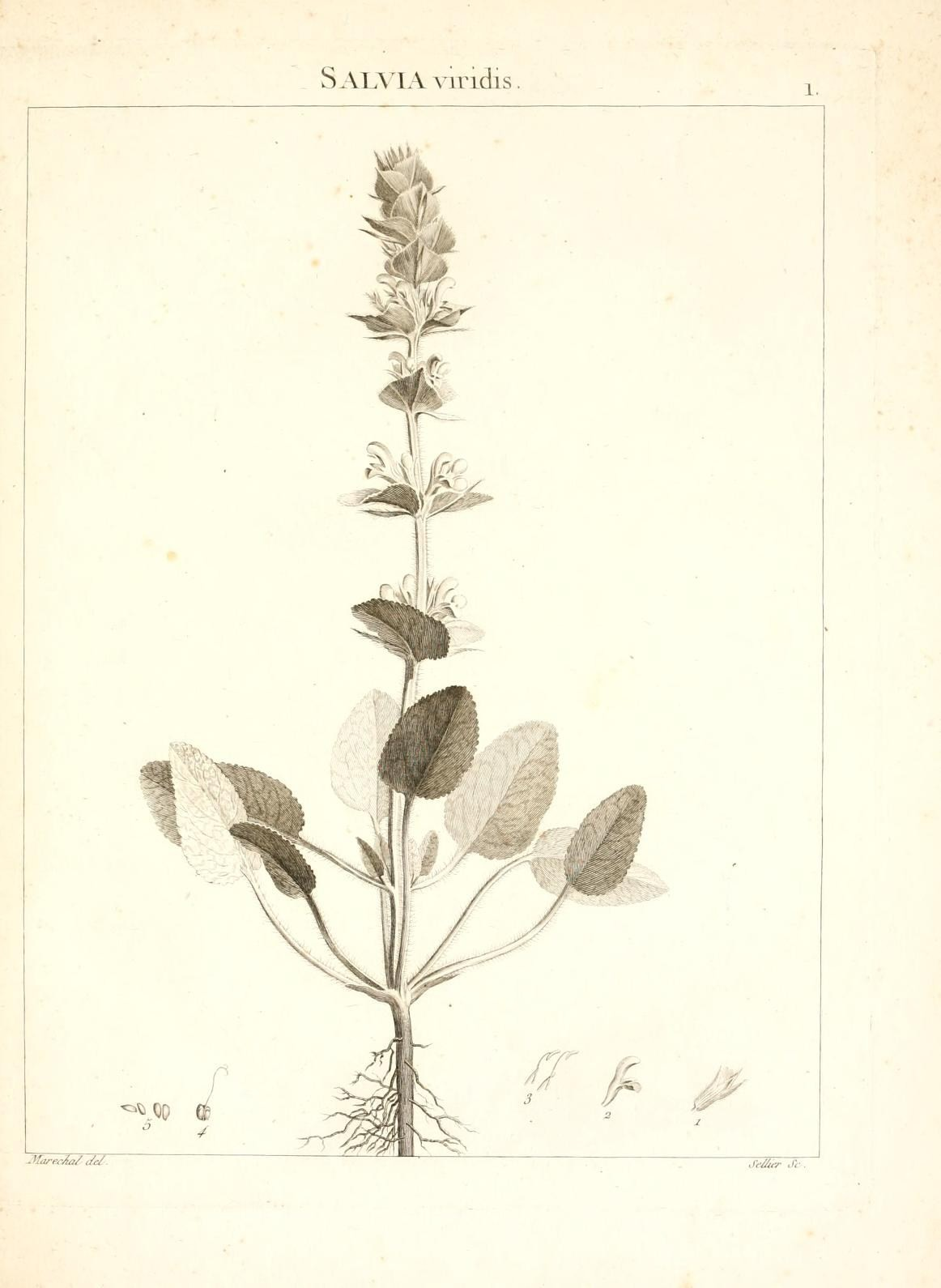
Broksalvia Salvia viridis
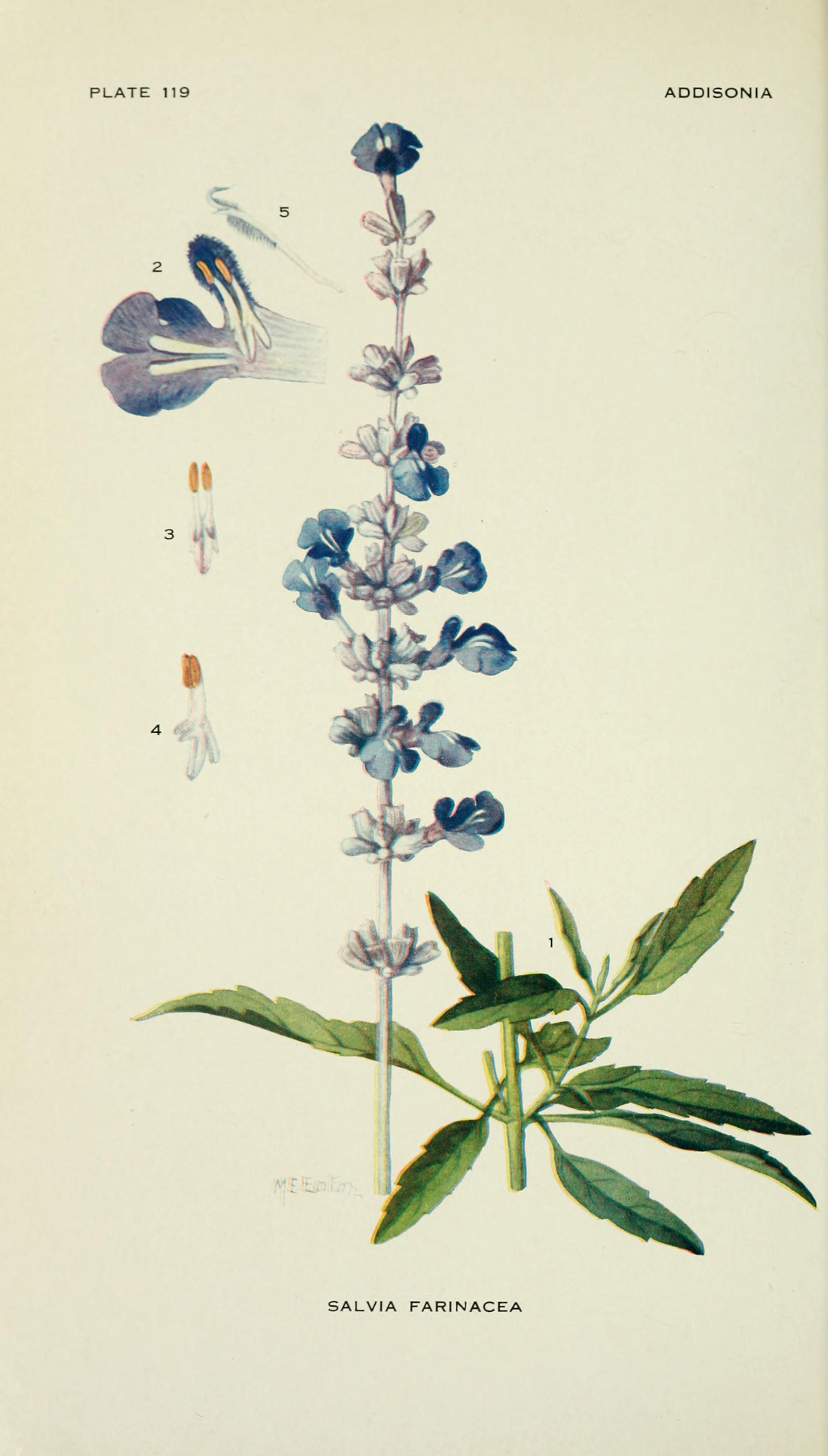
Daggsalvia Salvia farinacea
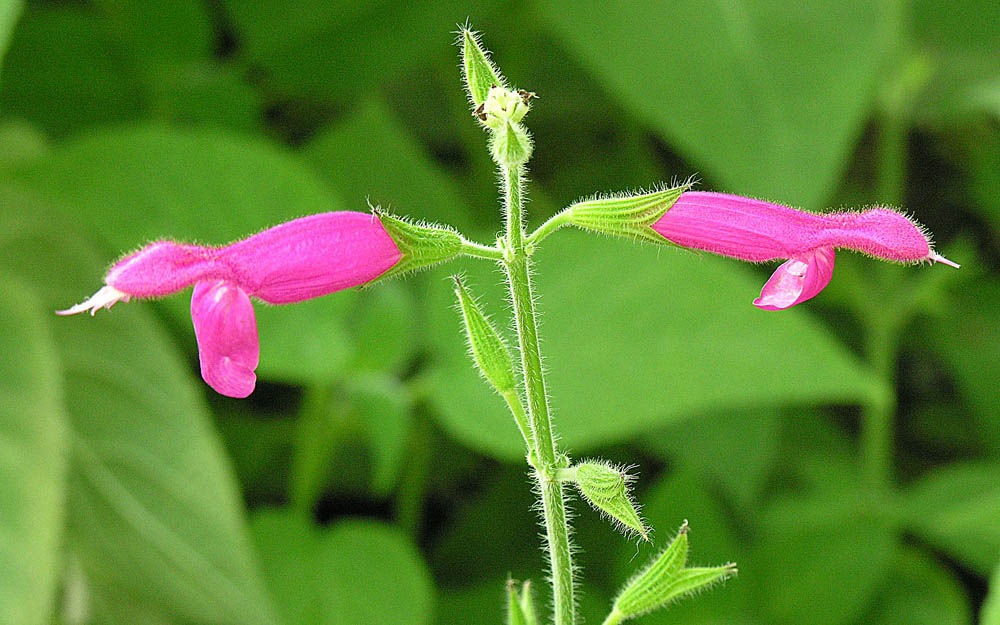
Fruktsalvia Salvia dorisiana
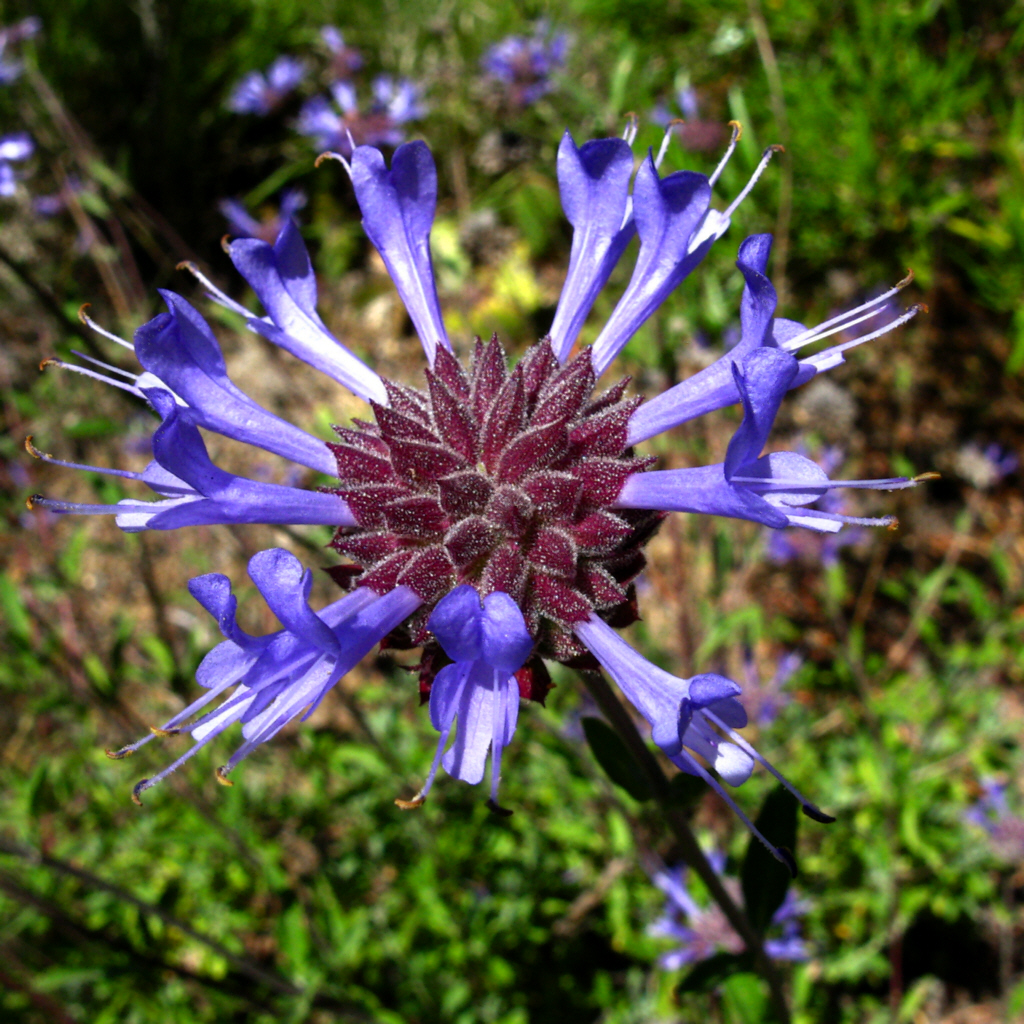
Jimsalvia Salvia clevelandii
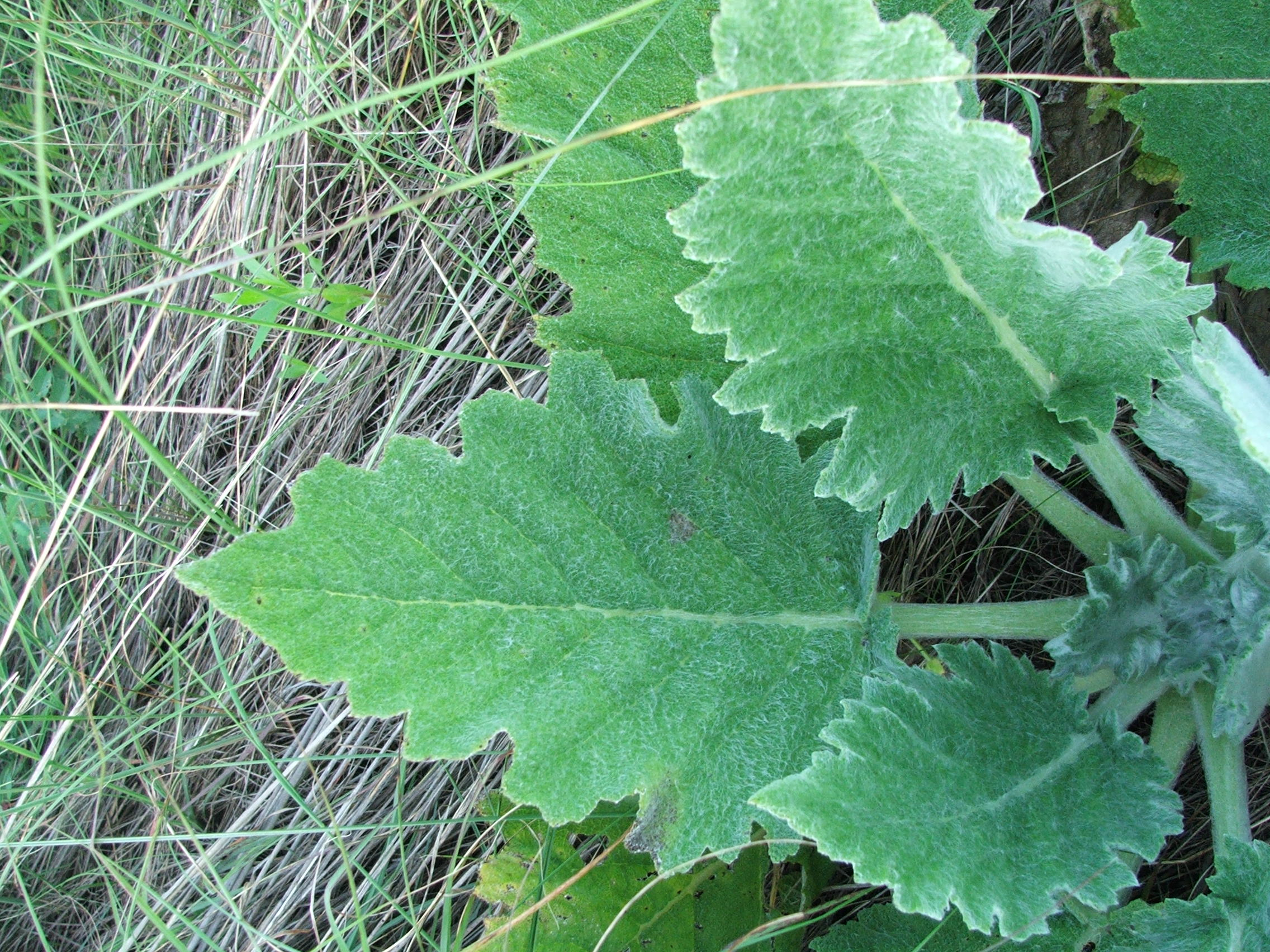
Kandelabersalvia Salvia aethiopis
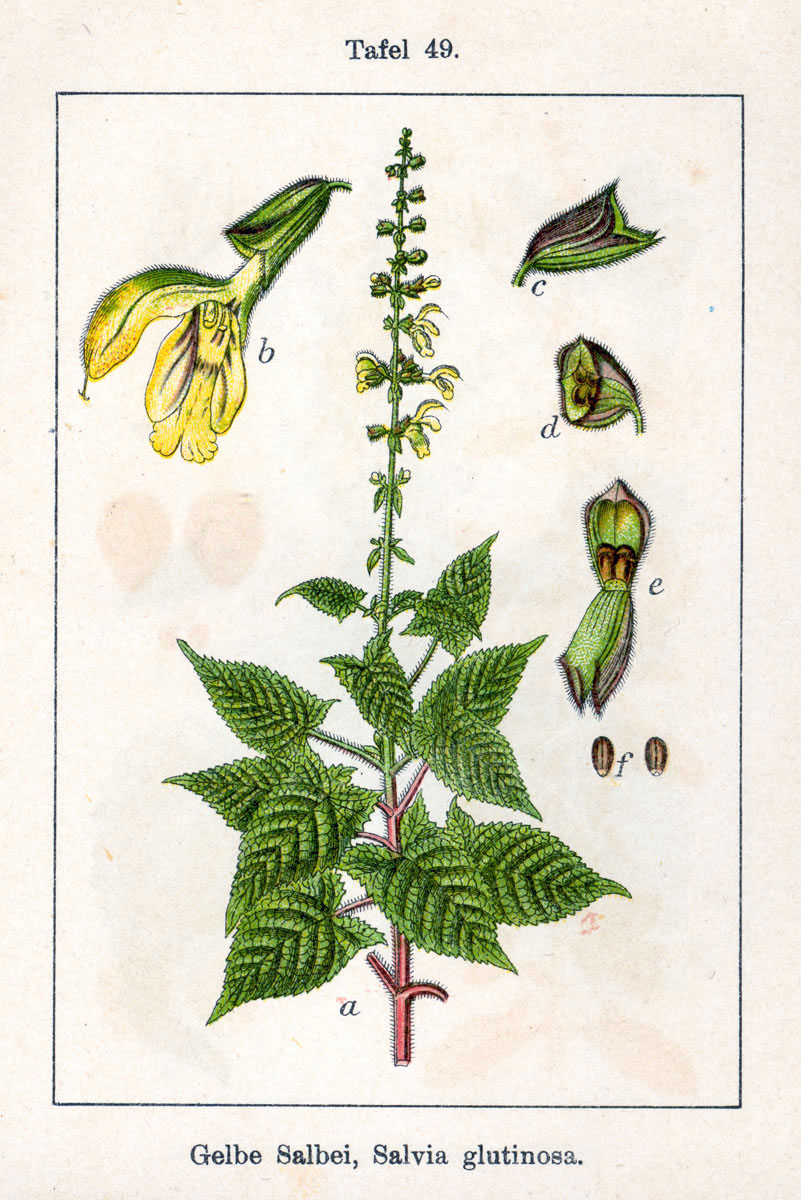
Klibbsalvia Salvia glutinosa
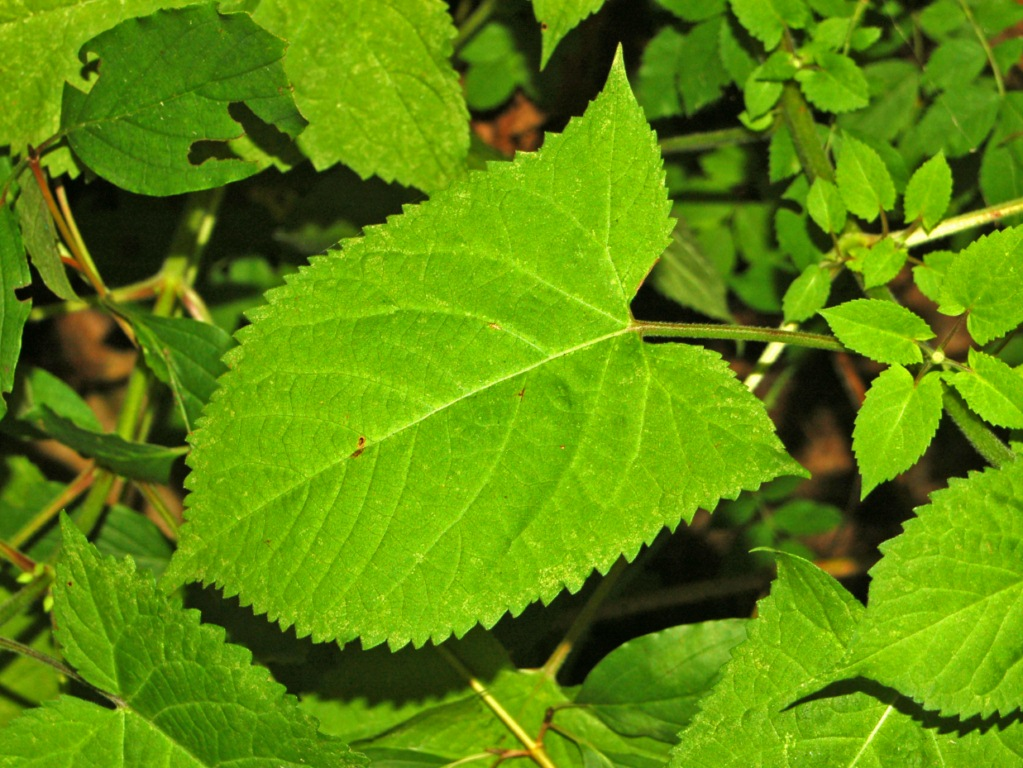
Klibbsalvia Salvia glutinosa
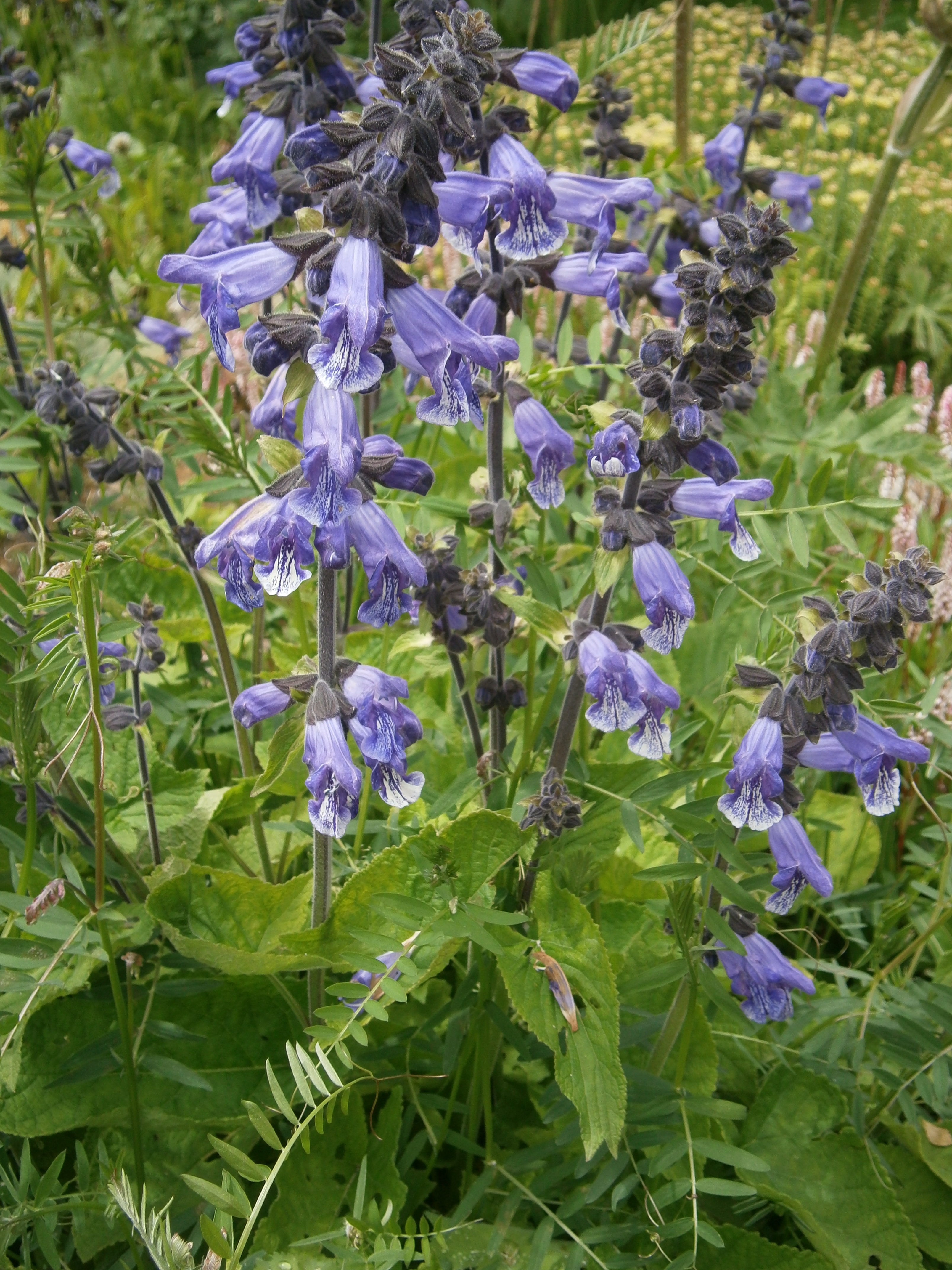
Klocksalvia Salvia hians
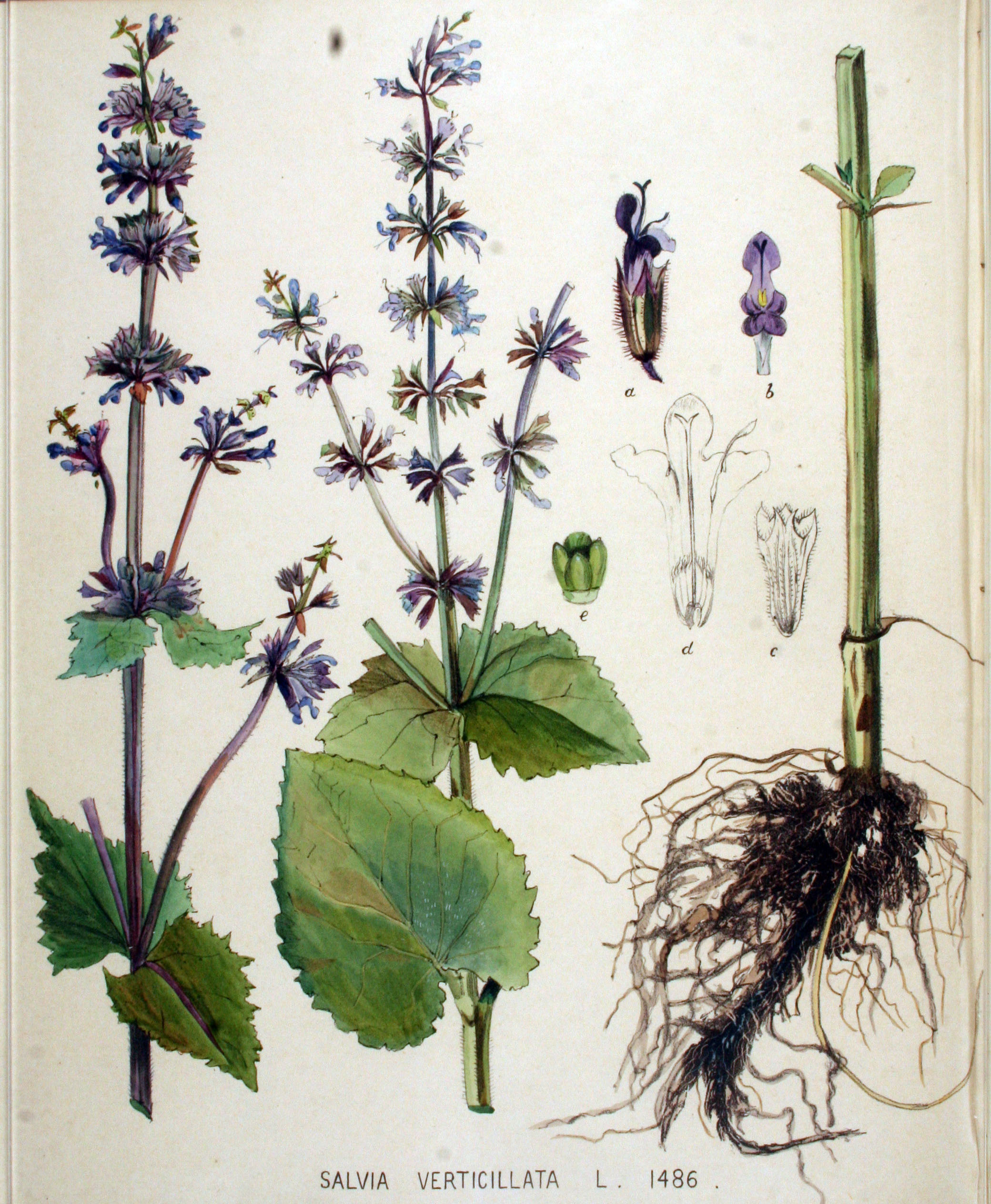
Kranssalvia Salvia verticillata
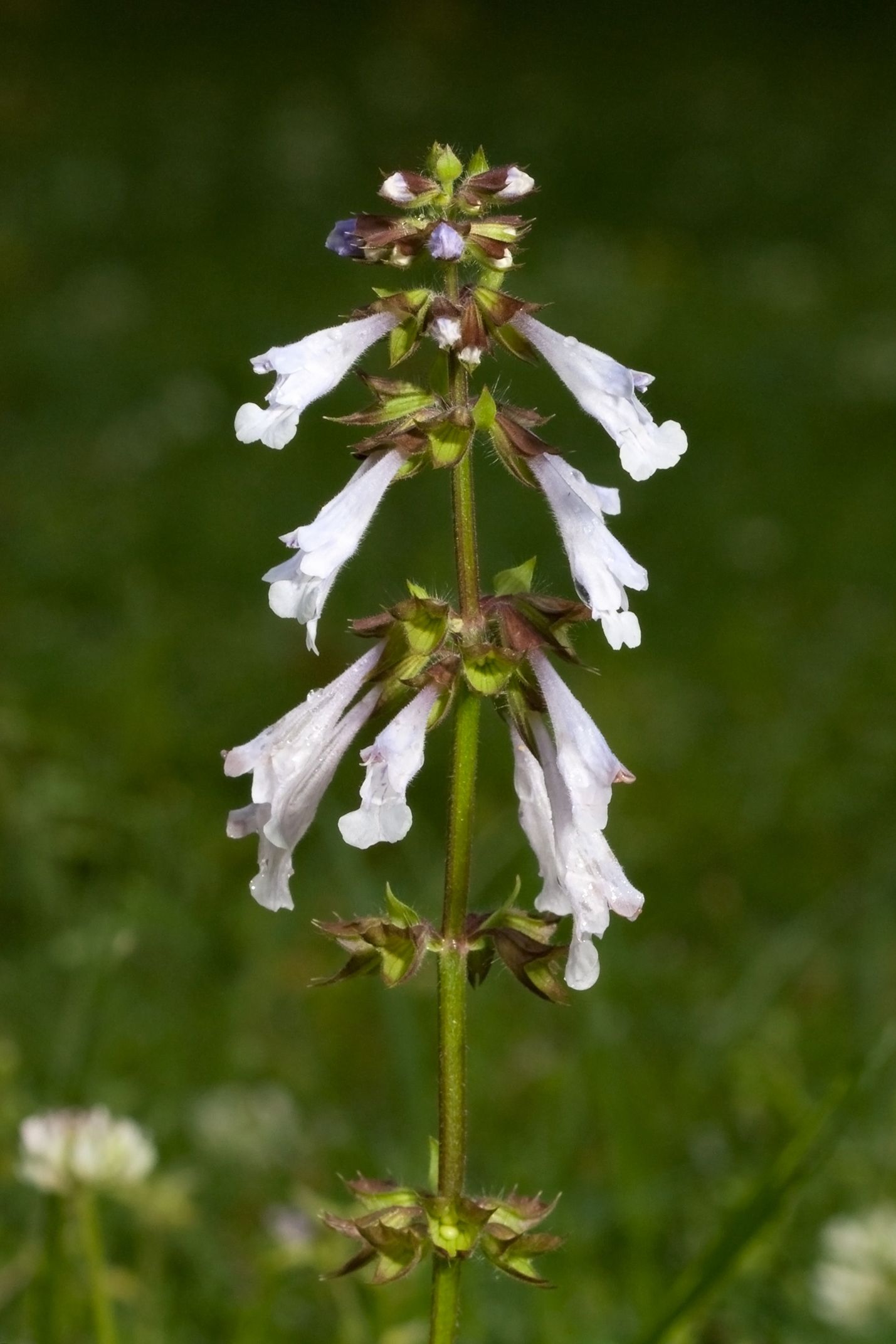
Lyrsalvia Salvia lyrata
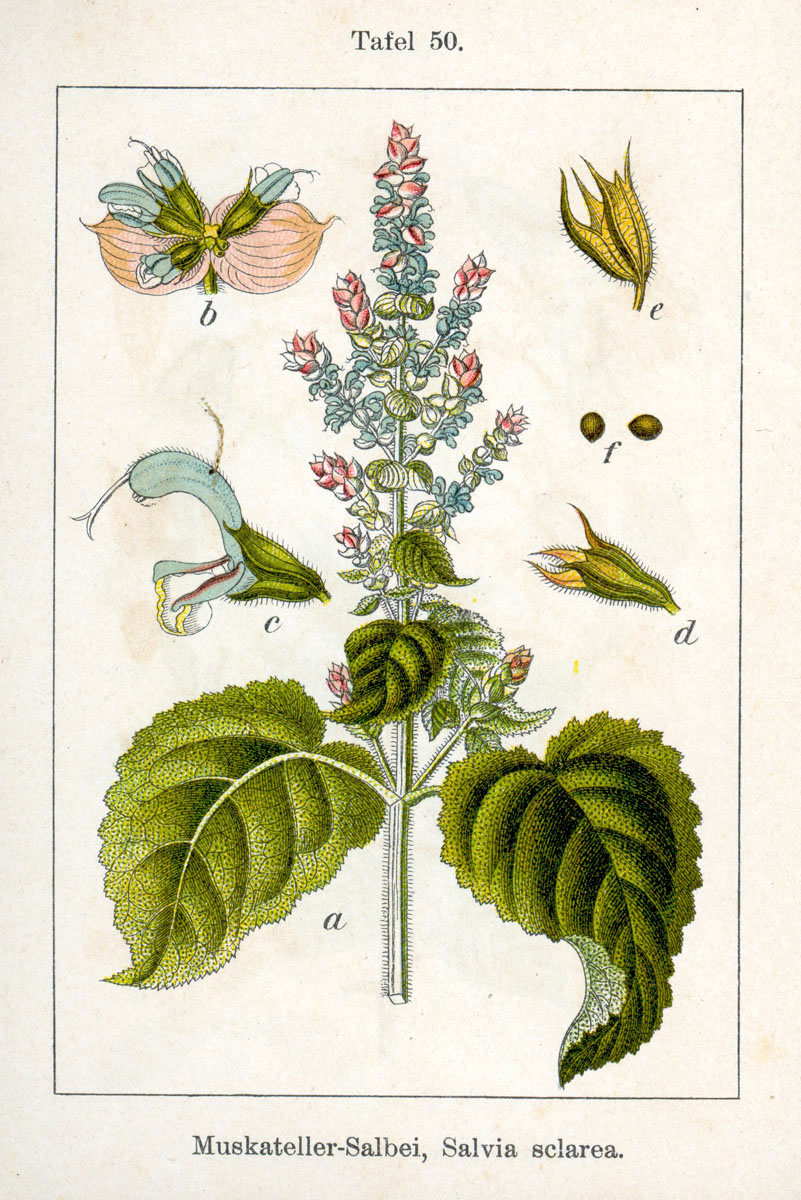
Muskatell-salvia Salvia sclarea
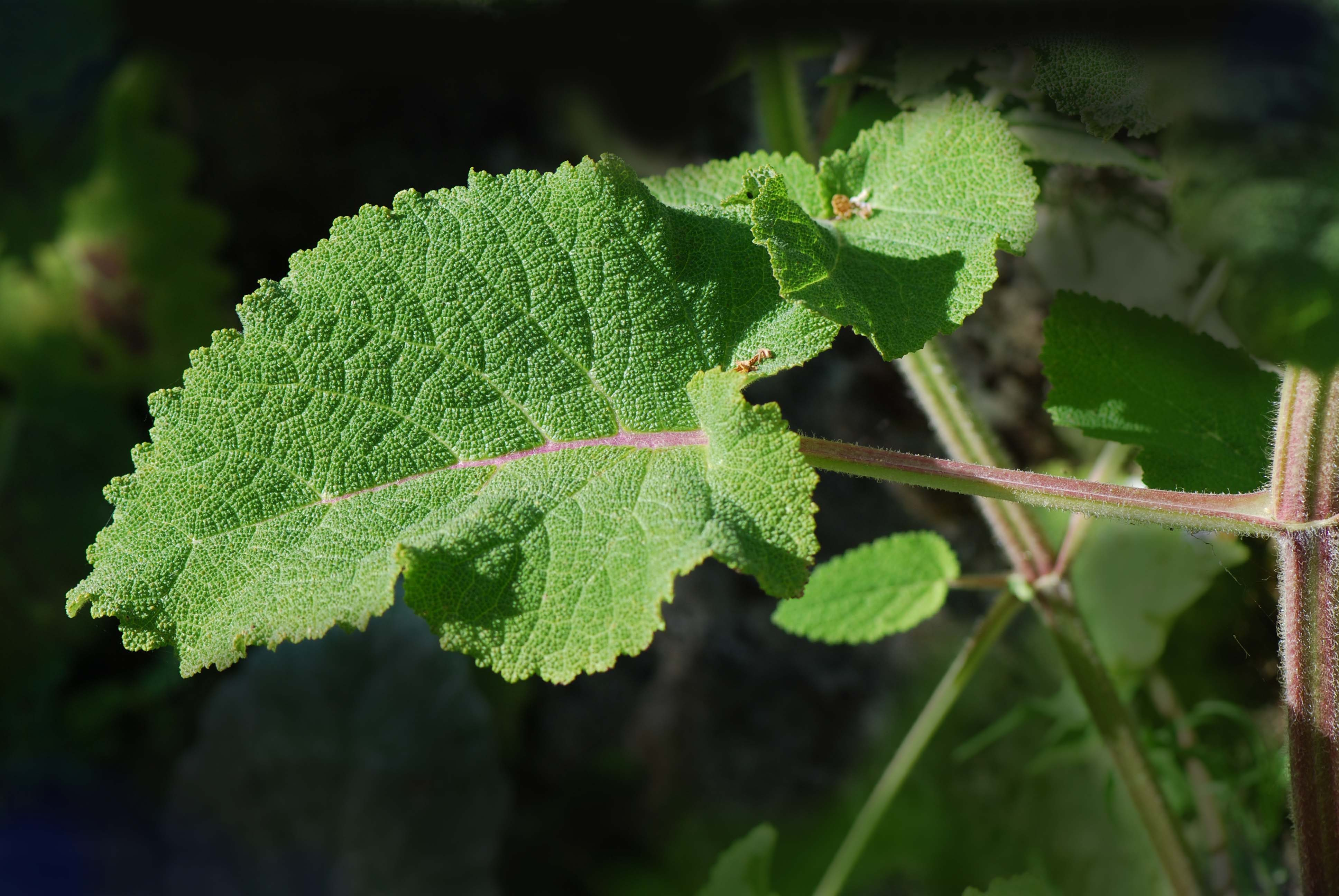
Muskatellsalvia Salvia sclarea
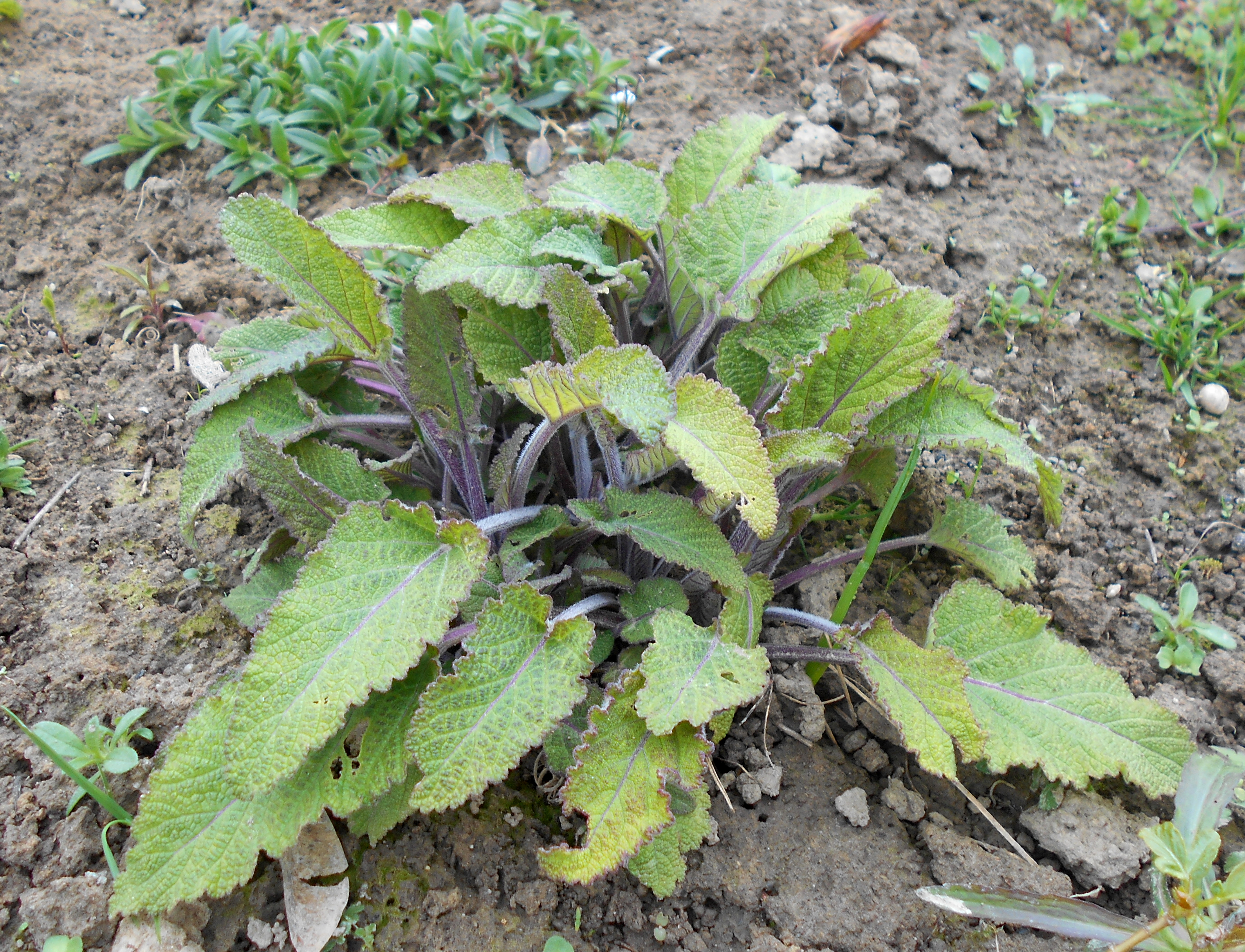
Nicksalvia Salvia nutans
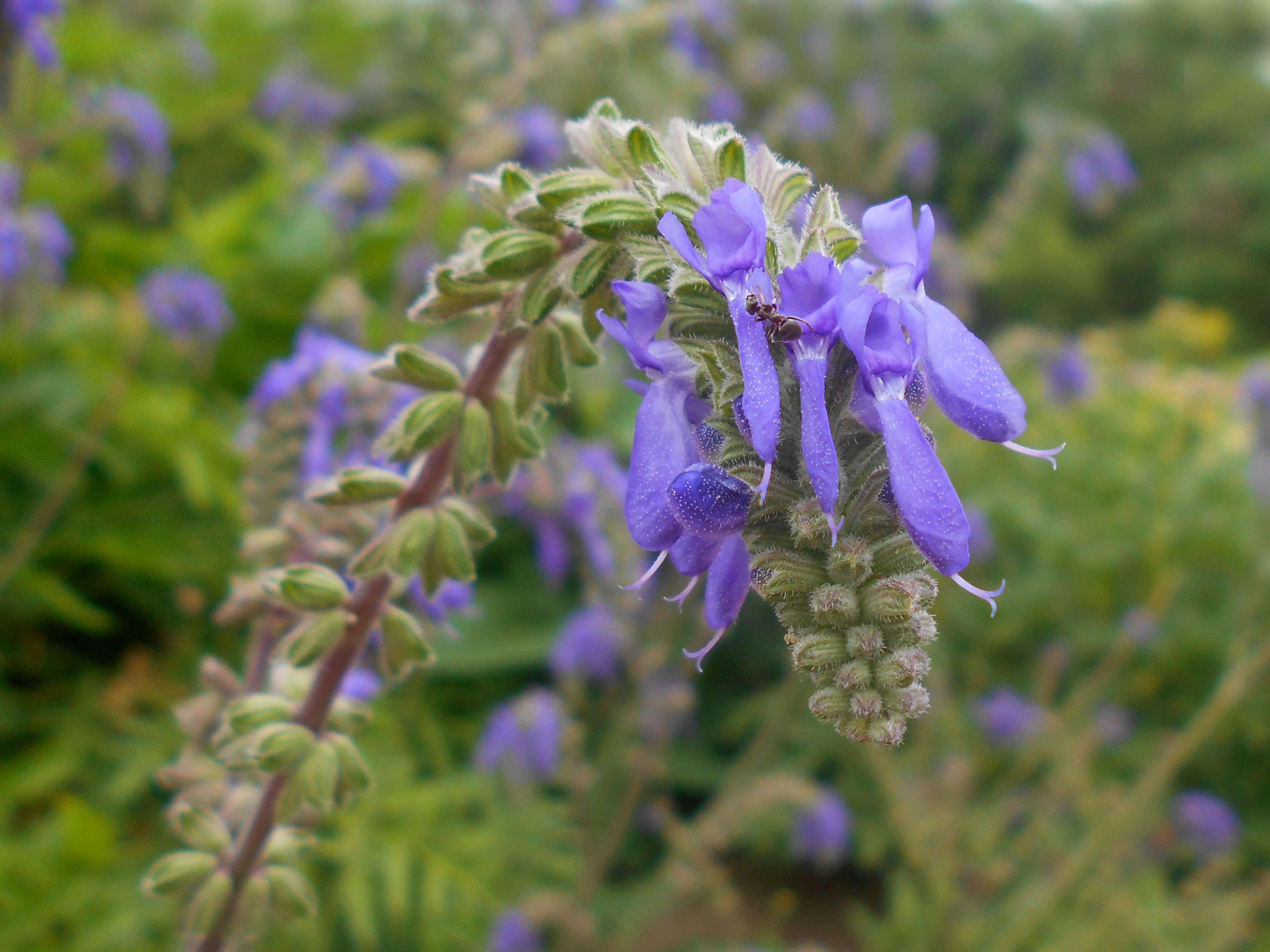
Nicksalvia Salvia nutans
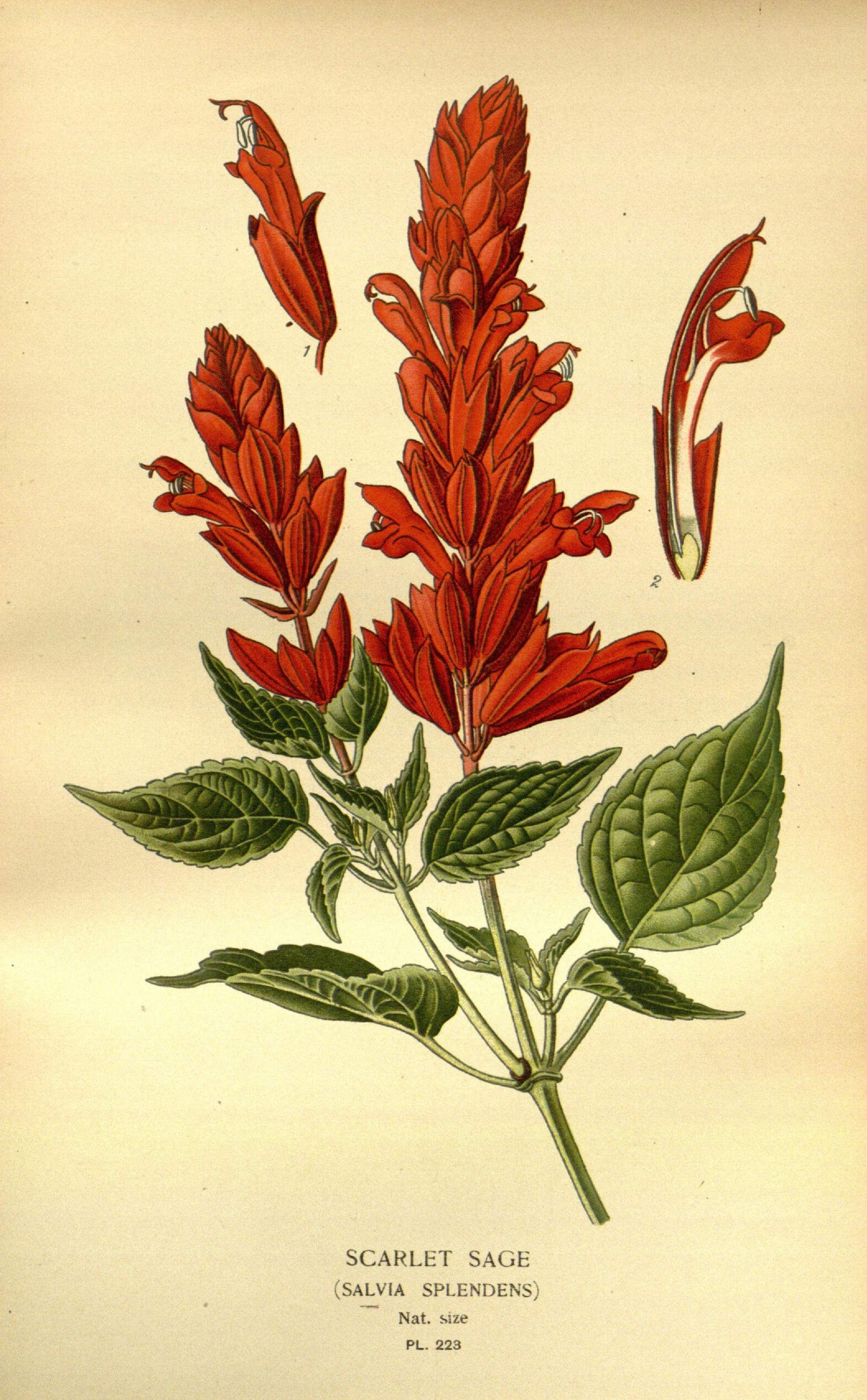
Praktsalvia Salvia splendens
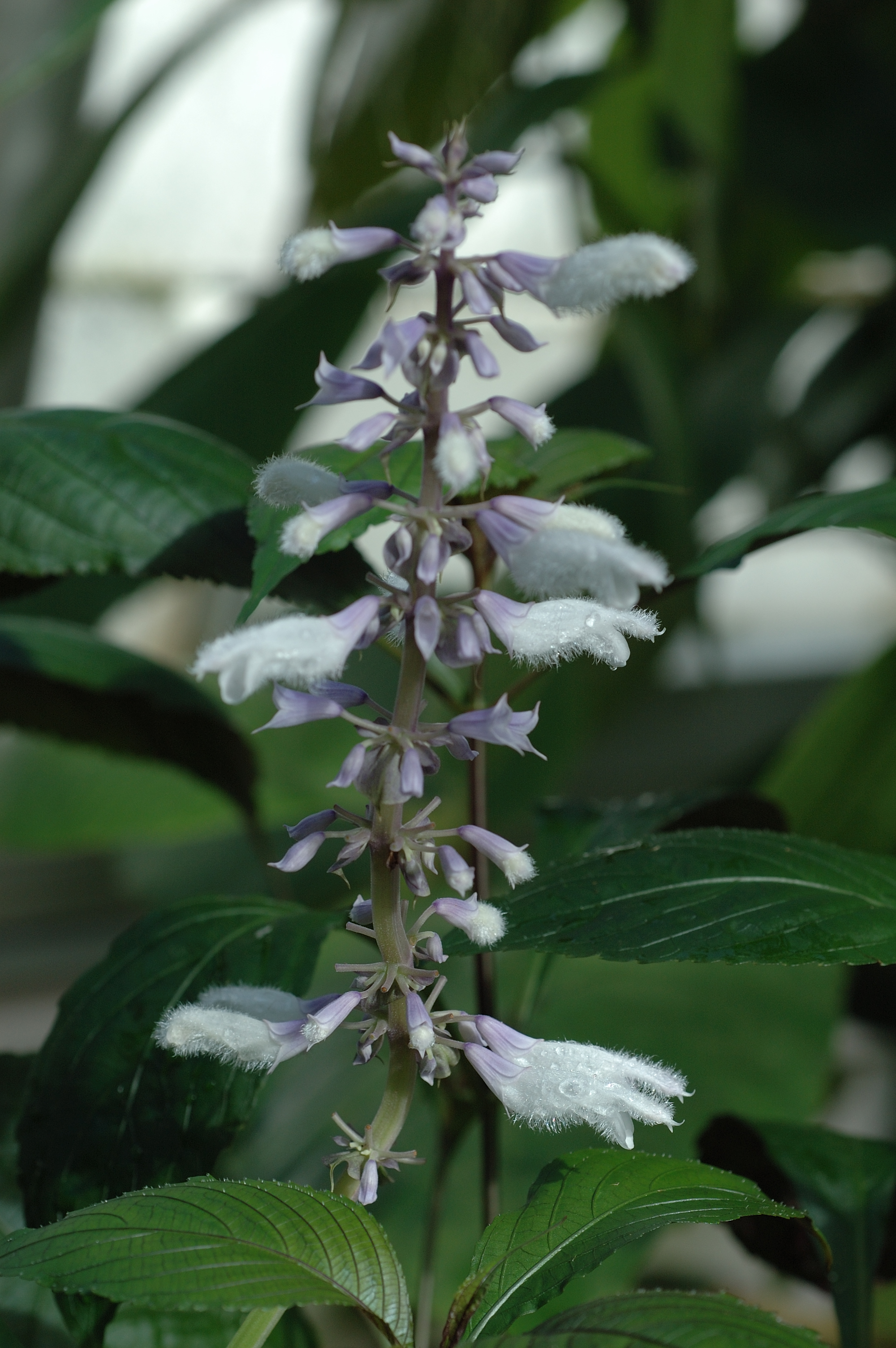
Profetsalvia Salvia divinorum
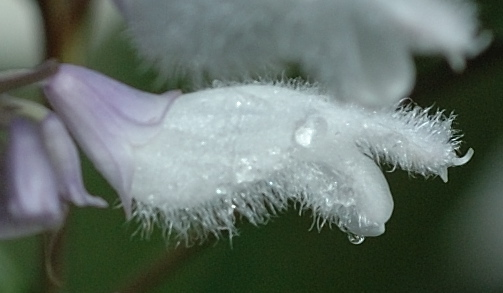
Profetsalvia Salvia divinorum
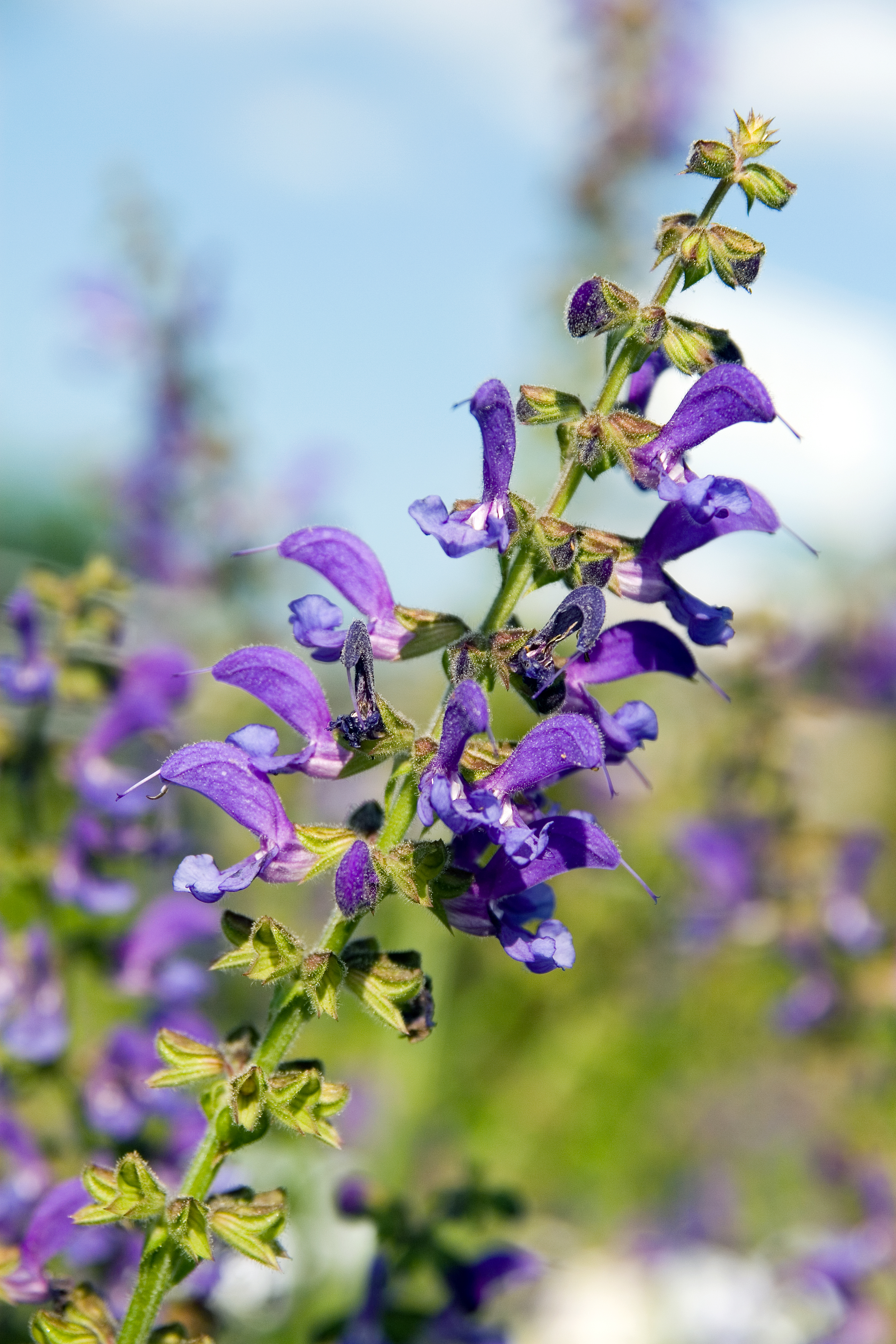
Rumänsk salvia Salvia transylvatica
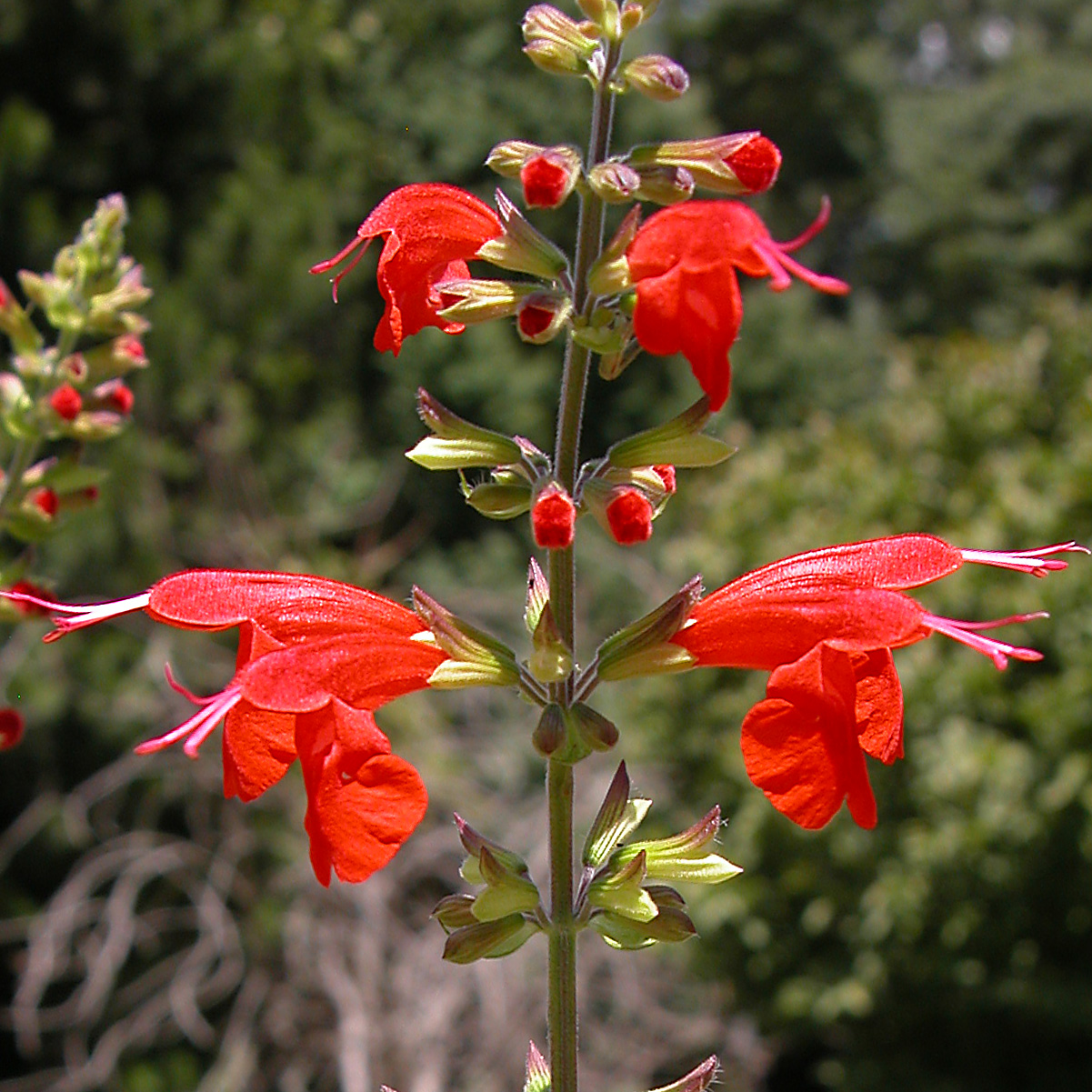
Scharlakanssalvia Salvia coccinea
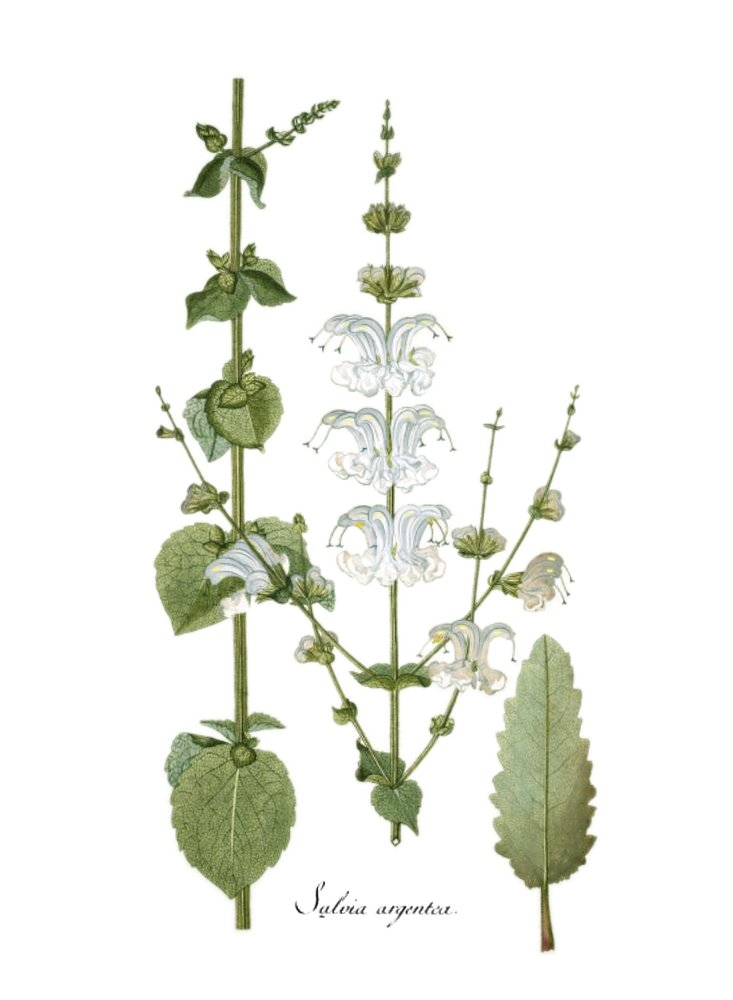
Silversalvia Salvia argentea
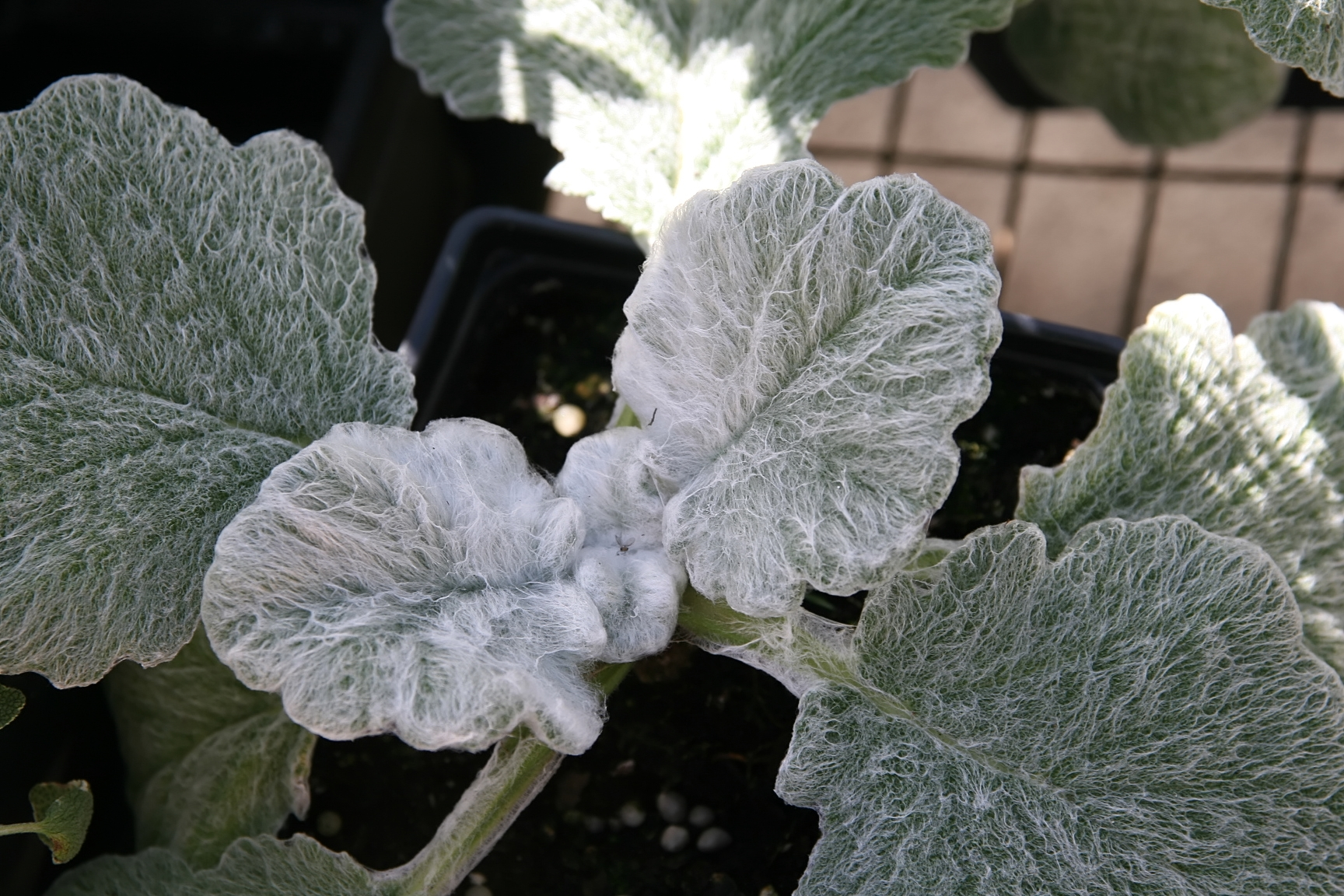
Silversalvia Silvia argentea
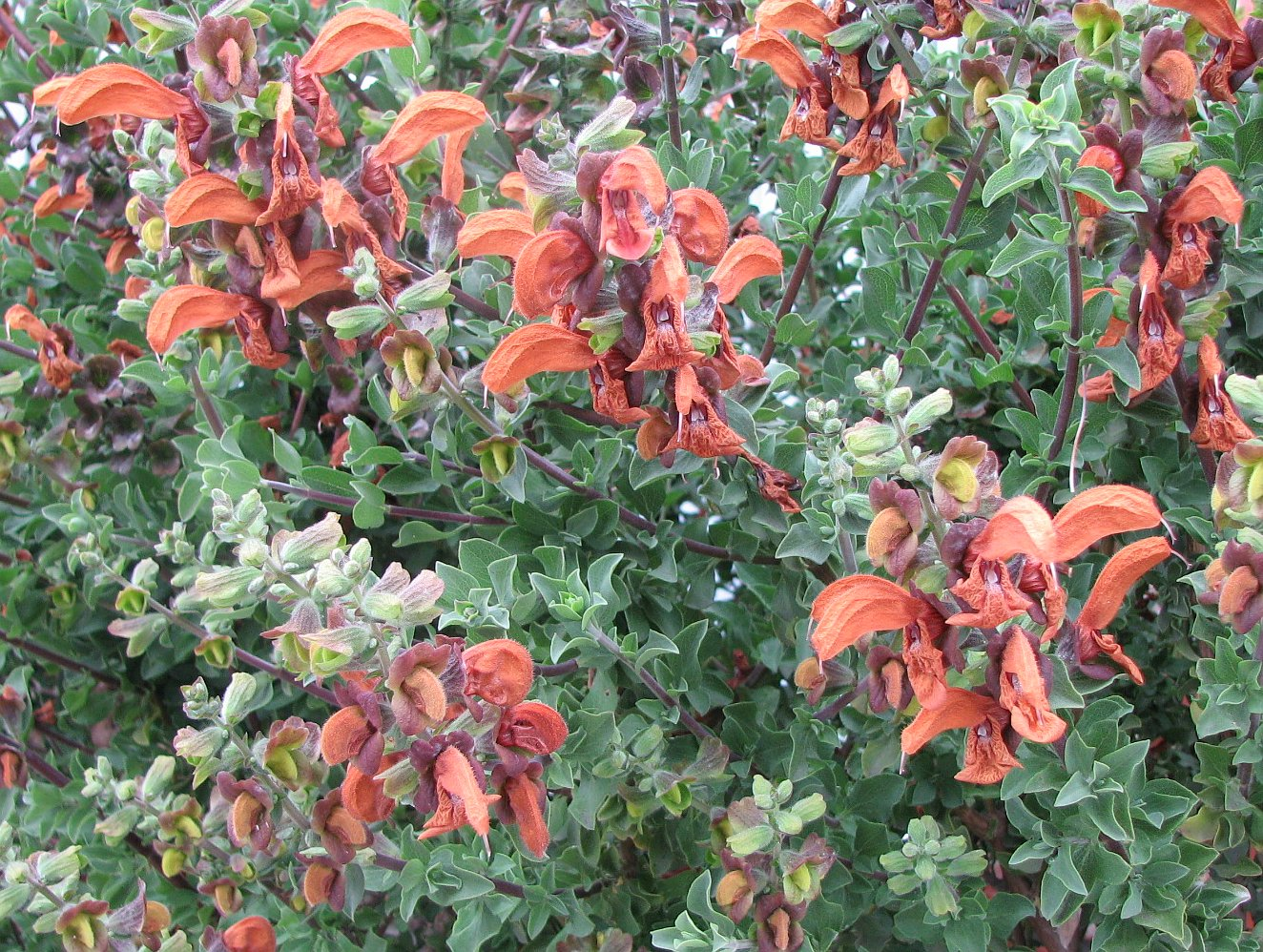
Strandsalvia Salvia africana-lutea
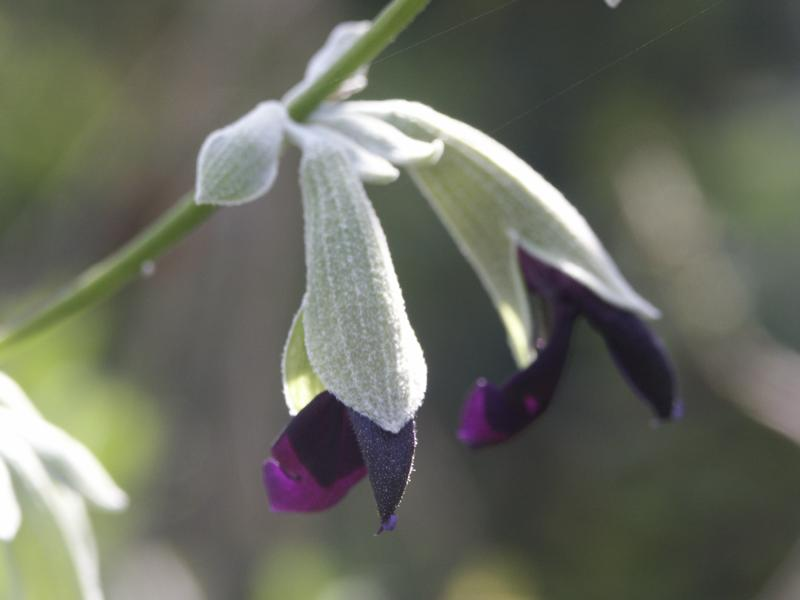
Svartblommig salvia Salvia discolor
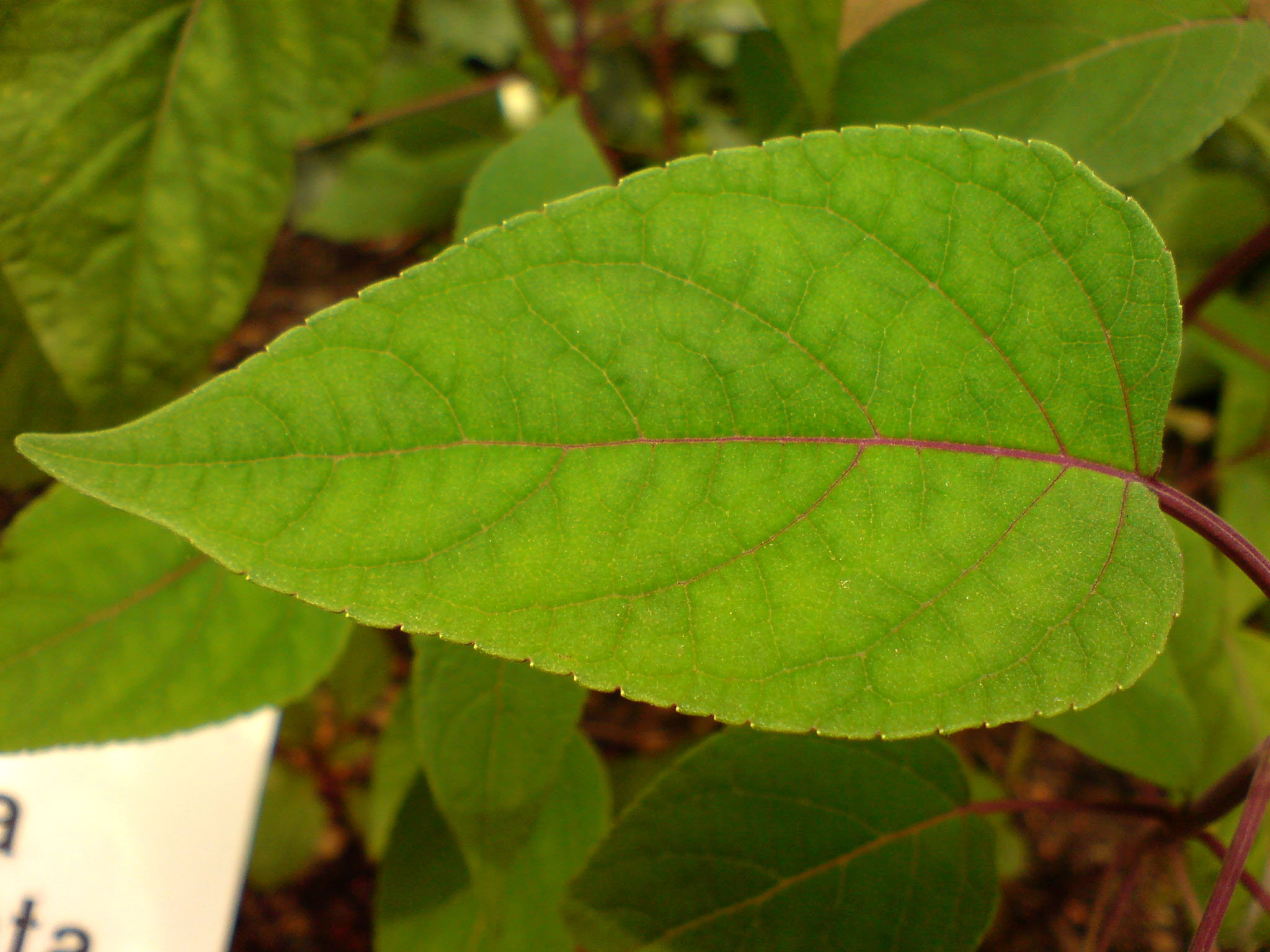
Svepesalvia Salvia involucrata
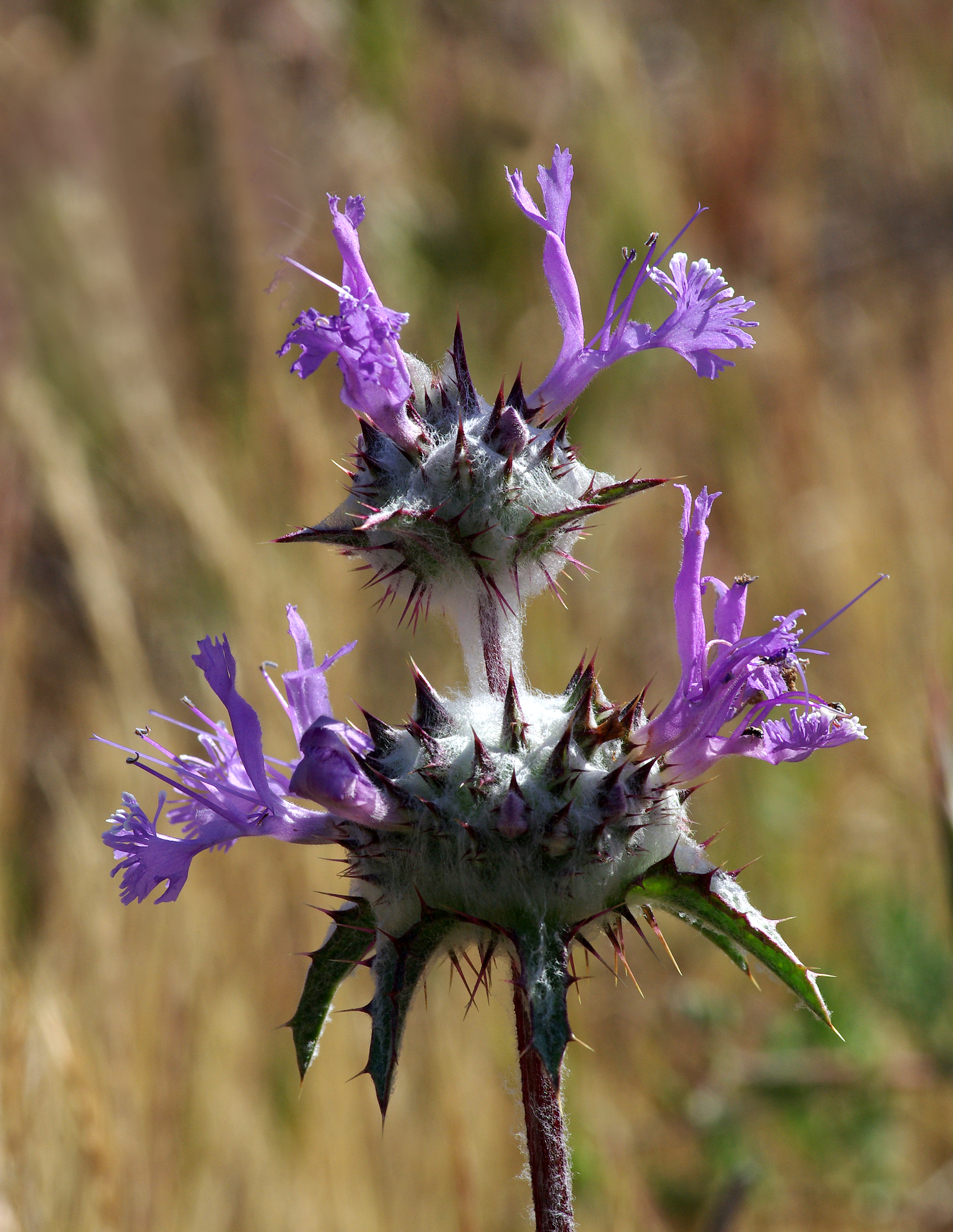
Tistelsalvia Salvia cardaucea
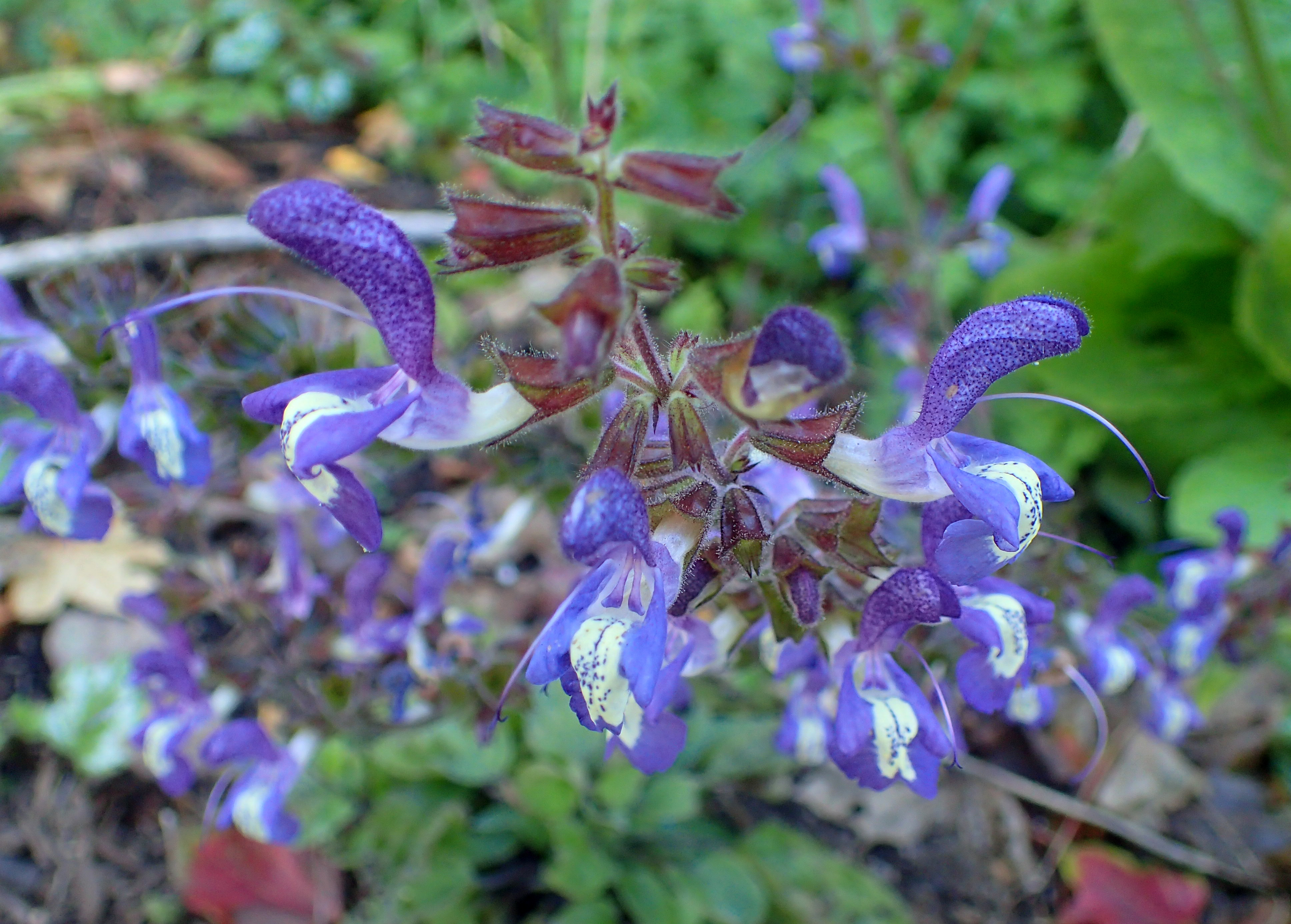
Violsaalvia Salvia forsskaolei
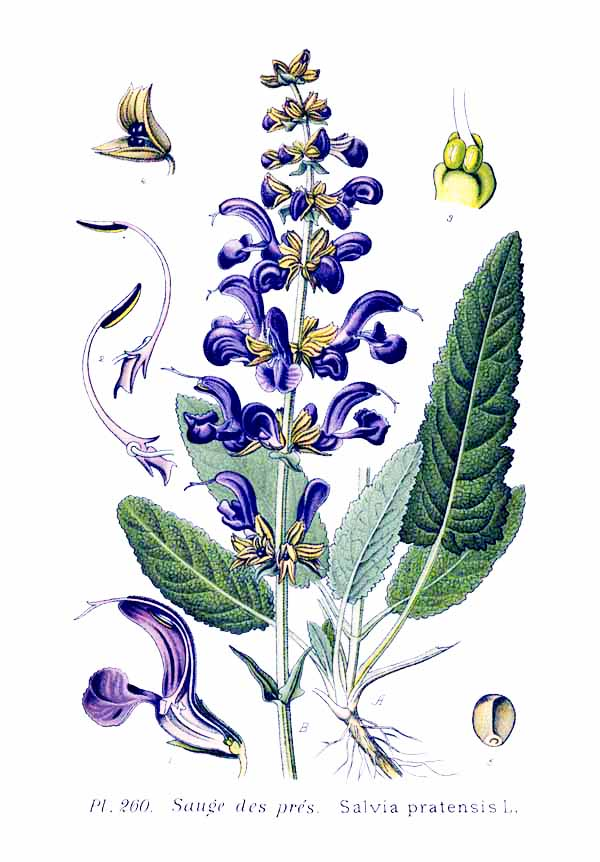
Ängssalvia Salvia pratensis

## Dottertaxa till Salvior, i alfabetisk ordning[1]
- Salvia aethiopis L., 1753
  - Brot., 1804
- Salvia amissa Epling, 1939
- Salvia apiana Jeps., 1908
- Salvia argentea
- Salvia arizonica
- Salvia aurea
- Salvia azurea
- Salvia ballotiflora
- Salvia bernardina
- Salvia brandegeei
- Salvia broussonetii
- Salvia carduacea
- Salvia chapmanii
- Salvia clevelandii
- Salvia coccinea
- Salvia columbariae
- Salvia disjuncta
- Salvia divinorum
- Salvia dominica
- Salvia dorrii
- Salvia eigii
- Salvia elegans
- Salvia engelmannii
- Salvia eremostachya
- Salvia farinacea
- Salvia fruticosa
- Salvia funerea
- Salvia glutinosa
- Salvia greatai
- Salvia greggii
- Salvia henryi
- Salvia hierosolymitana
- Salvia hispanica
- Salvia indica
- Salvia judaica
- Salvia jurisicii
- Salvia lanigera
- Salvia lemmonii
- Salvia leptophylla
- Salvia leucantha
- Salvia leucophylla
- Salvia longistyla
- Salvia lycioides
- Salvia lyrata
- Salvia mellifera
- Salvia micrantha
- Salvia microphylla
- Salvia microstegia
- Salvia miniata
- Salvia misella
- Salvia mohavensis
- Salvia munzii
- Salvia nutans
- Salvia occidentalis
- Salvia officinalis
- Salvia pachyphylla
- Salvia palaestina
- Salvia pallida
- Salvia palmeri
- Salvia parryi
- Salvia patens
- Salvia penstemonoides
- Salvia pinguifolia
- Salvia pinnata
- Salvia potus
- Salvia pratensis
- Salvia reflexa
- Salvia regla
- Salvia roemeriana
- Salvia samuelssonii
- Salvia sclarea
- Salvia serotina
- Salvia setosa
- Salvia sonomensis
- Salvia spathacea
- Salvia spinosa
- Salvia splendens
- Salvia subincisa
- Salvia summa
- Salvia superba
- Salvia sylvestris
- Salvia syriaca
- Salvia texana
- Salvia thomasiana
- Salvia tiliifolia
- Salvia urticifolia
- Salvia vaseyi
- Salvia verbenaca
- Salvia verticillata
- Salvia whitehousei
- Salvia vinacea
- Salvia virgata
- Salvia viridis